# Liste von Persönlichkeiten aus Ascona
Diese Liste enthält in Ascona geborene Persönlichkeiten und solche, die in Ascona ihren Wirkungskreis hatten, ohne dort geboren zu sein. Die Liste erhebt keinen Anspruch auf Vollständigkeit.

## Persönlichkeiten
(Sortierung nach Geburtsjahr)

### Geistlicher, Adel, Philanthrop, Wohltäter
- Familie Abbondio. 
  - Giovanni Abbondio (* um 1375 in Ascona; † vor 13. Oktober 1424 in Riga), Zögling des Klosters Disentis, tat sich als Geistlicher hervor; er nahm teil am Konzil von Konstanz und war der Freund und Vertraute des Kaisers Sigismund (HRR), der ihn wahrscheinlich 1413 anlässlich seiner Reise nach Italien über den Lukmanierpass kennen lernte. Seit 11. Juli 1418 Bischof von Riga[1]
  - Ambrogio Abbondio (* um 1510 in Ascona; † nach 1558 in Locarno), Sohn des Bernhard Quondam Paulo, Priester, 1555 Schullehrer in Ascona und 1558 in Locarno wohnhaft, wo er rector et praeceptor ludi litterarij war.[2]
  - Angelo Abbondio (* 16. April 1854 in Ascona; † 9. November 1927 ebenda), Pfarrer, Rhetorikprofessor, Erzpriester von Ascona und Balerna, Gründer des Wochenblatts La famiglia, Hausprälat unter dem Pontifikat von Pius X. und Benedikt XV.[3][4][5]

- Taddeo Duno (* um 1510 in Ascona; † nach 1589 in Locarno), Adel, Erzpriester von Locarno[6]
- Lorenzo Pancaldi (* 1540 in Ascona; † 2. September 1583 ebenda), Priester, Pfarrer von Ascona 1564, in Rom 1582, vermachte dem Collegio Papio von Ascona 2000 Zechinen[7][8]
- Emanuele Simoni (* um 1580 in Ascona; † 1644 ebenda), Priester, er erfreute sich in Rom der Gunst des Kardinals Barberini, des spätem Papstes Urban VIII., der ihm mehrere Privilegien für die Kirche von Ascona verlieh, wo er drei Pfründen stiftete[9][10]
- Andrea Serodine (* um 1584 in Ascona; † 1665 in Locarno), Sohn des Cristoforo, Doktor der Rechte, Apostolischer Protonotar, päpstlicher Hausprälat, Erzpriester von Locarno 1627[11]

- Familie Griglioni. [12]
  - Guifedrud de Grillionibus (* un 1180 in Ascona; † nach 1241 ebenda), Adel, erwähnt 1219 in Ascona, er hatte Güter und Rechte in der obern Leventina (1241)[12]
  - Guilielmus Grillius (* um 1200 in Ascona; † nach 1241 ebenda), Adel, er machte 1241 der Pfarrkirche San Giorgio von Prato (Leventina) eine Schenkung. Zu gleicher Zeit werden in Prato die Brüder Locarnus und Martinus Griglius genannt.[12]
  - Pietro Griglioni (* um 1430 in Ascona; † nach 1497 in Locarno), Adel, Erzpriester von Locarno 1477–1497[12]
  - Giovan Antonio Griglioni (* um 1600 in Ascona; † nach 1650 in Mailand), Adel, Besitzer des Familienshlosses Griglioni in Ascona, Wohltäter, er liess sich um die Mitte des 17. Jahrhunderts in Mailand nieder[13][12]

- Familie Vacchini. [14]
  - Antonio Vacchini (* 1531 in Ascona; † 1615 ebenda), Priester, Pfarrer von Ascona (1567–1615), dann Erzpriester von Ascona, erster Rektor des päpstlichen Collegio Papio von Ascona (von Karl Borromäus ernannt) 1584–1586 und 1588–1592[15][14]
  - Francesca Caterina Vacchini genannt die Selige (* 26. Oktober 1589 in Viterbo; † 9. Oktober 1609 ebenda), Tochter des Cristoforo, Dominikanerin, starb im Rufe der Heiligkeit und hinterliess asketische Schriften und einige Gedichte[14][16]
  - Giuseppe Vacchini (" um 1710 in Ascona; † 1774 in Travedona), Priester, Doktor der Theologie, Pfarrer von Travedona, Prediger, Wohltäter[17][14]

- Bartolomeo Isidoro Simoni (* 5. mai 1681 in Ascona; † 25. August 1754 ebenda), Priester, Propst von Ascona seit 1724[18]
- Raffaele Andrea Pancaldi (* 24. Oktober 1724 in Ascona; † 27. Mai 1786 ebenda), Doktor beider Rechte, Propst und Dekan von Ascona, mehrere Jahre lang Advokat beim bischöflichen Ordinariat von Como[19][20]
- Giuseppe Maria Pancaldi (* 6. Februar 1752 in Ascona; † 18. Dezember 1806 ebenda), Bruder des Francesco, Priester, Pfarrer von Ascona 1786, nahm 1798 lebhaften Anteil an der Bewegung für die Cisalpinische Republik in Locarno, musste aber am 10. März infolge der Auflehnung seiner Pfarrkinder den Ort verlassen[20]
- Riccardo Pedrazzini (* 12. Oktober 1862 in Ascona; † 17. November 192 ebenda), Priester, Pfarrer von Giumaglio, Erzpriester von Ascona, Gönner der Lega operaia cattolica, Verfasser lateinischer Gedichte[21][22]

- Familie Berna/i/o. [23]
  - Pietro Berno (1552/53–1583), Jesuit, Missionar in Indien und Märtyrer in Cuncolim (Goa)
  - Bartolomeo Berno (* 1590 in Ascona; † 4. Oktober 1670 ebenda), Priester[23]
  - Giacomo Filippo Berni (* um 1695 in Ascona; † 1763 ebenda), Priester, Theologe, Propst von Ronco sopra Ascona[24][23]

- Giuseppe Andrea Zezi (* 18. November 1713 in Ascona; † 10. Juni 1787 in Como), Priester, Doktor beider Rechte, Theologe, apostolischer Kommissär, Pfarrer von Sessa 1744–1746, Prior der Kirche San Bartolomeo von Como, Provikar und von 1771 bis zu seinem Tod Generalvikar des Bischofs Giovanni Battista Muggiasca, Visitator der tessinischen Pfarreien für Mgr. Neuroni; Professor des Kirchenrechts am Seminar von Como 1776, hinterliess mehrere juristische Schriften[25][26][27]
- Francesco Giuseppe Zezi (* 22. August 1753 in Ascona; † 10. April 1811 ebenda), Erzpriester und Dekan von Balerna 1790 bis zu seinem Tode, apostolischer Kommissär[28]

- Familie Caglioni. [29]
  - Giulio Cesare Caglioni (* 9. August 1760 in Ascona; † 14. Februar 1828 ebenda), Priester[29]
  - Marco Provino Caglioni (* 1788 in Ascona; † 1866 ebenda), Priester, er war 56 Jahre lang Pfarrer von Losone, Dekan, apostolischer Kommissar, Politiker, Abgeordneter im Tessiner Grossen Rat 1833–1839, Präsident desselben 1838[29]

- Familie Pisoni. [30]
  - Giuseppe Carlo Saverio Pisoni (* 25. August 1827 in Ascona; † 26. Oktober 1898 in Comano), Priester, Pfarrer von Ascona 1853–1863. Professor am Kollegium Mariahilf in Schwyz, Pfarrer in Gerra (Gambarogno), dann in Golino und in Comano[30]
  - Severino Bernardo Agostino Pisoni (* 20. Oktober 1837 in Ascona; † 3. Oktober 1915 in Lugano), Bruder des Giuseppe Carlo Saverio, Pfarrer von Caviano, Erzpriester von Ascona, Kanoniker von Lugano, Erzpriester von Lugano, Generalvikar des Bistums Lugano, Geheimkämmerer des Papstes Leo XIII. 1891[30][31]

Karl Gräser in seinem Naturstuhl

- Siro Borrani (1860–1932), Priester, Archivar des Bistums Lugano und Kirchenhistoriker
- Karl Gräser (Offizier) (1875–1916), ungarischer Oberleutnant mit anarchistischen Idealen, Mitbegründer der vegetabilischen Cooperative auf dem Monte Verità.
- Karl Vester (* 1879 in Deutschland; † 1963 in Ascona), Naturmensch[32]
- Lilly Volkart (* 1897 in Zürich; † 1988 in Ascona), Wohltäterin[33][34]
- Hugo Rahner (1900–1968), deutscher Jesuit, Theologe und Historiker.
- Enrico Isolini (* 12. Dezember 1909 in Villa Luganese; † 2009 in Intragna TI), Geistlicher, 1907–2008 Pfarrer von Palagnedra und Borgnone, Dozent am Collegio Papio in Ascona und Pfarradministrator im Jahr 1988[35]

### Bildender Künstler, Photograph, Antiquar, Kunsthändler

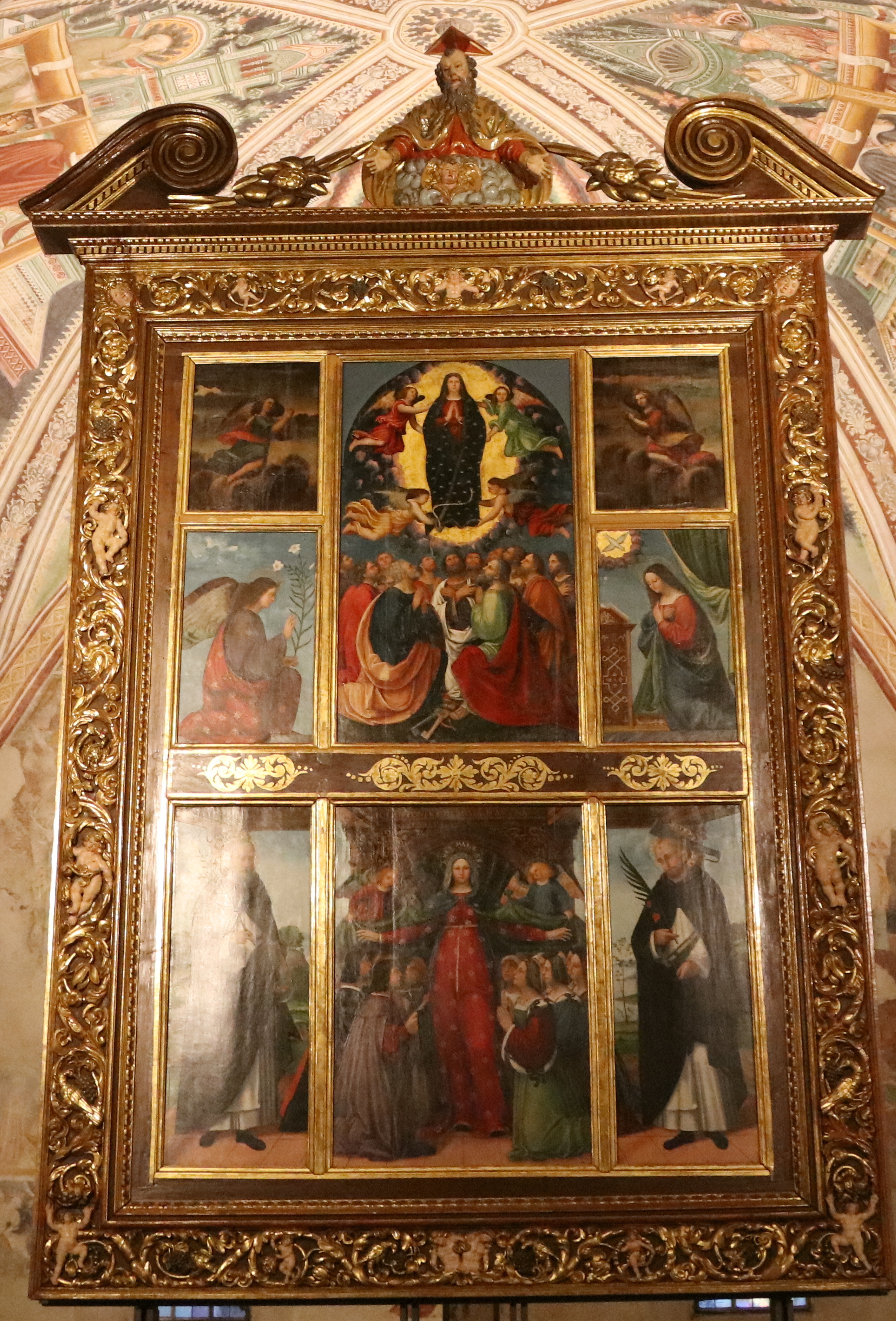
Giovanni Antonio De Lagaia: Hauptaltartafel, Kirche Santa Maria della Misericordia, Ascona 1519.

- Antonio da Tradate (* um 1450 in Tradate?; † nach 1510 Locarno ?), Maler, Wandmaler tätig auch in Locarno[36][37]
- Giovanni Antonio de Lagaia (* um 1485; † nach 1519), Kunstmaler. Er malte in der Kirche Santa Maria della Misericordia in Ascona den Hauptaltartafel (1519)[38][39][40]
- Cristoforo Vacchini (* um 1555 in Ascona; † um 1620 in Viterbo), Goldschmied, er emigrierte in Viterbo, dort verheiratete Giustiniana Carcere und seine Tochter war die selige Francesca Caterina Vacchini[41]
- Paolo Antonio Pisoni (* 1658 in Ascona; † 1711 ebenda), Künstler, Schnitzer, Autor mehrerer Werke im Kanton Tessin, schuf den Hauptaltar der alten Pfarrkirche von Biasca. In den Jahren 1691–1694 schuf er zusammen mit Carlo Giuseppe Zezio den Hochaltar der Pfarrkirche von Quinto. Im Jahre 1697 schuf er den Tabernakel der Pfarrkirche von Loco[42][43]

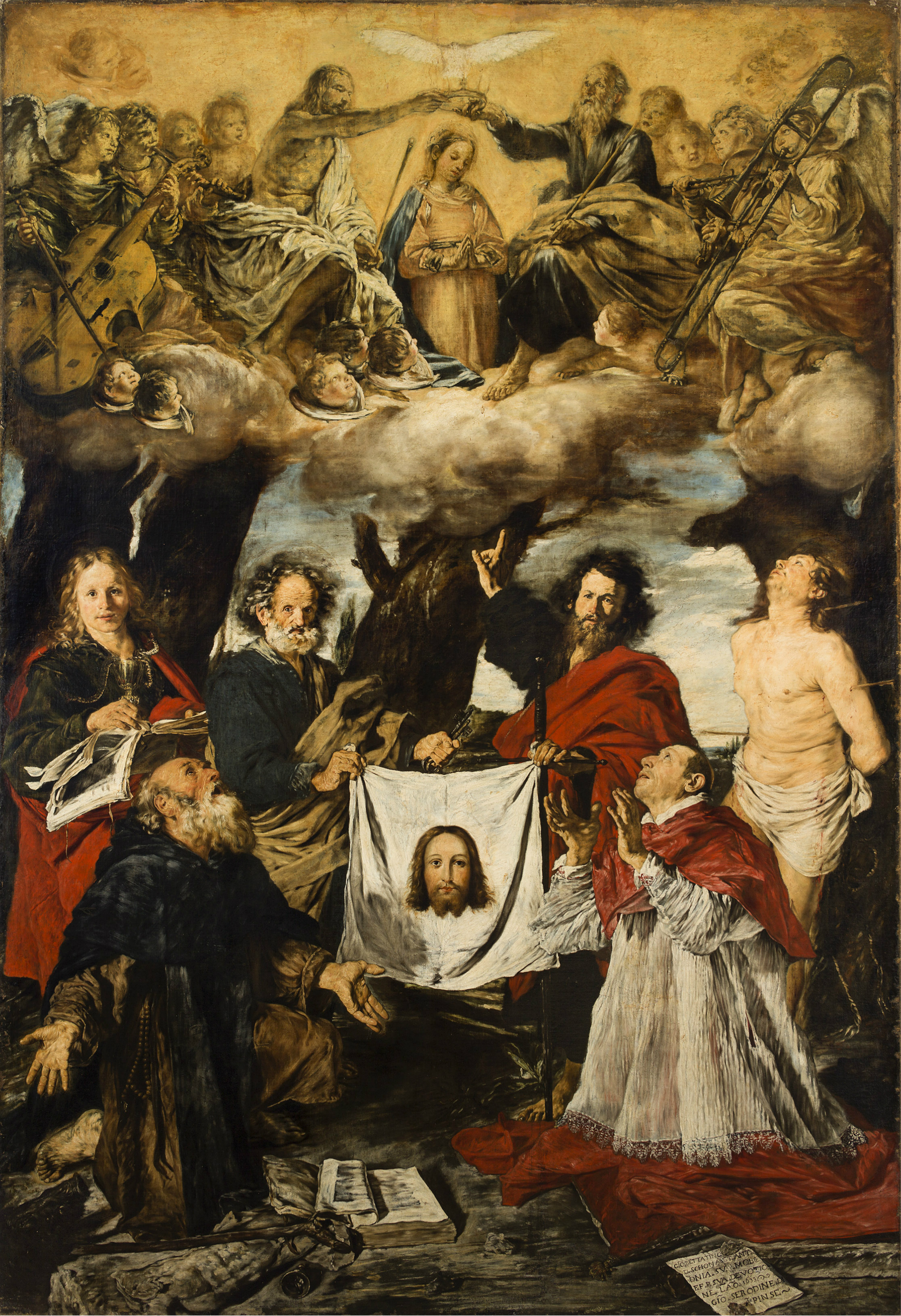
Giovanni Serodine: Krönung Mariens, Ascona 1623.

- - Gaetano Matteo Pisoni (1713–1782), Architekt in Solothurn.

- Künstlerfamilie Abbondio. [44]
  - Antonio Abondio (der Ältere) genannt l’Asconio (* um 1500 in Ascona; † nach 1568 ebenda?), Bildhauer schuf Statuen von Adam und Eva an der Fassade der Kirche Santa Maria presso San Celso in Mailand, zwei Karyatiden als Stützen des Orgelchores der gleichen Kirche, acht riesige Karyatiden des Leoni-Palastes in Mailand. Er arbeitete auch in Königreich Frankreich, in Crema (1578) und in Lodi (1565) für Kirchen und Private.[44][45][46][47]
  - Marco Abbondi (* um 1510 in Ascona?; † 1578 in Venedig), Baumeister und Bildhauer[48]
  - Antonio Abondio (1538–1591), Sohn des Antonio, Bildhauer, Plastiker, Medailleur
  - Giovanni Antonio Abondio (* um 1570 in Ascona; † nach 1592 ebenda?), Bildhauer. Das Protokoll der Bürgerversammlung der Vicinia von Ascona vom 28. Oktober 1592 erwähnt einen D. Jo. Ant. sculptor de Abundijs[49]
  - Alessandro Abondio (* um 1570 in Wien; † 1648 in München?), Medailleur, Münzenfabrikant
  - Fiorenzo Abbondio (1892–1980), Bildhauer.

- Künstlerfamilie Serodine. 
  - Cristoforo Serodine (* um 1550 in Ascona; † nach 1633 in Rom ?), Architekt, Maler, Polier und Bauunternehmer tätig in Rom nach 1590[50][51]
  - Giovanni Battista Serodine (* 1587 in Ascona; † um 1626 ebenda?), Sohn des Christoforo, Bildhauer, Stuckateur, er schuf in Rom die Statue der heilige Jungfrau auf der Stirnseite der Kirche Santa Francesca Romana (1614); seine Meisterwerke bilden die Stückarbeiten der Fassade des Hauses Serodine (heute Borrani) in Ascona (1620)[52][53][54][51]
  - Giovanni Serodine (1600–1630), Bildhauer, Stuckkünstler, Maler.
  - Bernardino Serodine (* um 1610 in Ascona; † nach 1650 ebenda?), Künstler, Maler, Freskenmaler und Stuckateur. Er schuf Gemälde mit sakralen Themen: 1637 Fresko im Oratorium Santa Maria della Fontana in Ascona; 1645 Altarbild für die Stiftskirche von San Vittore[55][56]

- Künstlerfamilie Pancaldi. [20][57][58]

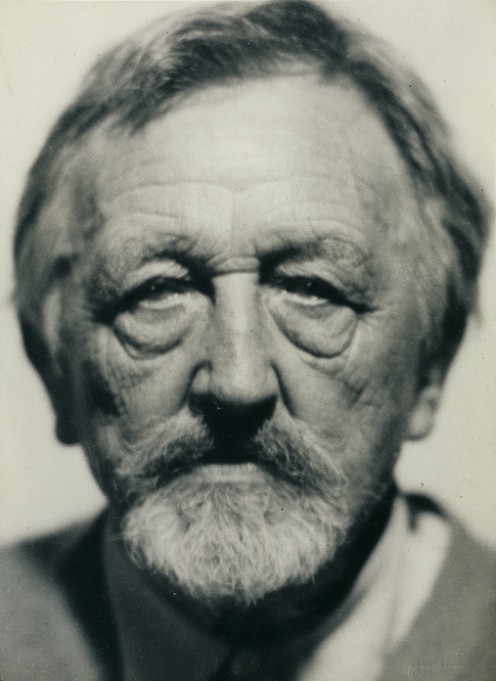
Christian Rohlfs, Fotoporträt von Hugo Erfurth (1929)

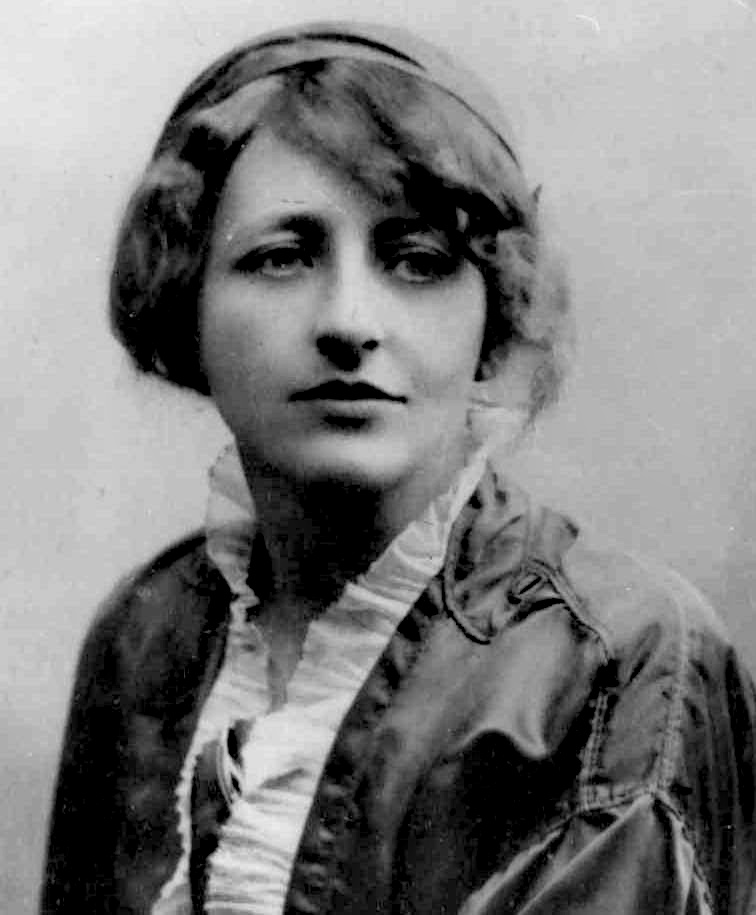
Fanny Gräfin zu Reventlow, um 1900

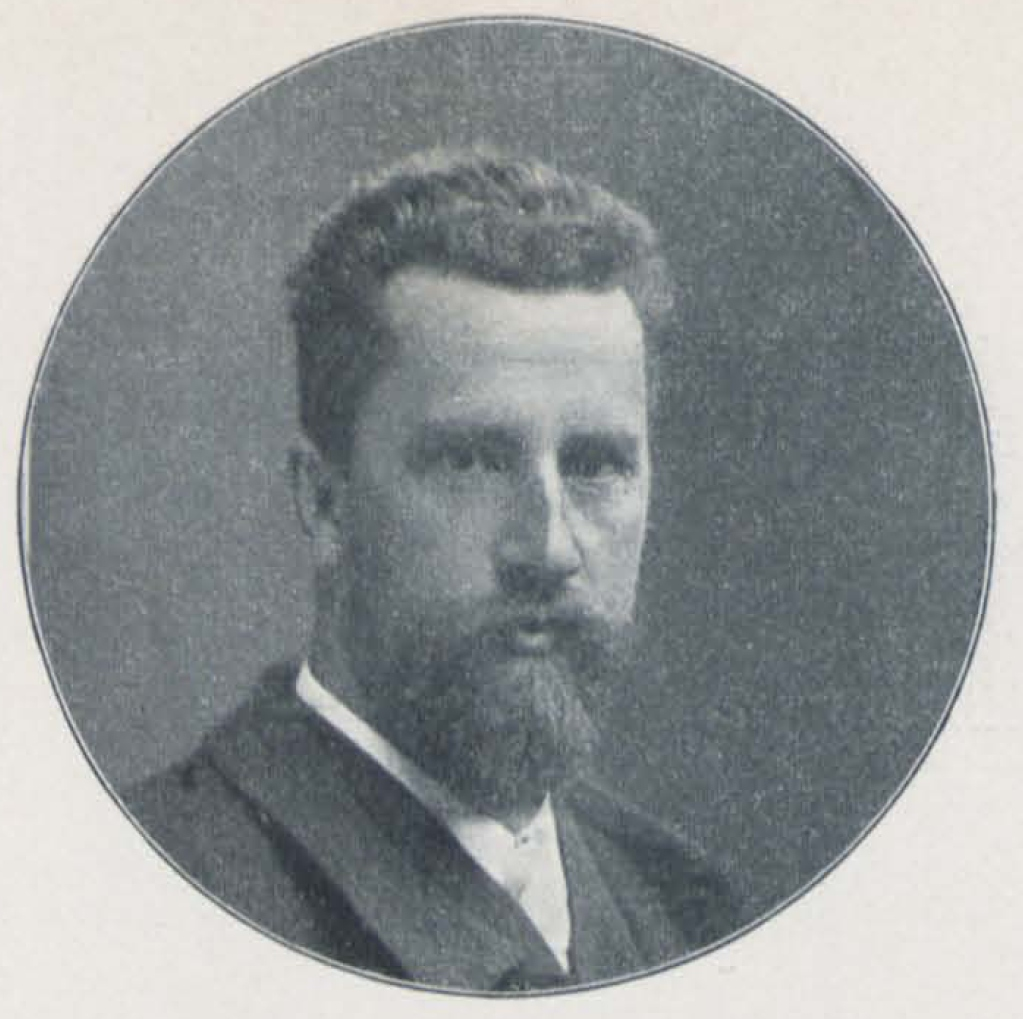
Max Kruse, 1899

  - Giuseppe Maria Pancaldi (* 1700 in Ascona; † 1778 ebenda), Vater von Carlo Giuseppe, Stuckateur schuf Eingelegte Scagliola-Altarfronten.[59]
  - Carlo Giuseppe Pancaldi (* 1737 in Ascona; † nach 1823 ebenda), Sohn von Giuseppe Maria, Stuckateur schuf Eingelegte Scagliola-Altarfronten.[60]
  - Pietro Francesco Pancaldi genannt Mola (1739–1783), Maler, er hinterliess Gemälde in Bologna, Linescio, Cimalmotto, Cerentino und Ascona[61][20][62][63]
  - Sebastiano Pancaldi (* 1857 in Ascona; † 1920/1924 ebenda), Künstler. Priester und Maler, schuf Leinwände mit sakralen Themen, Ex Votos.[64]
  - Francesco Pancaldi (* 9. August 1829 in Ascona; † um 1869 in Mailand), Bildhauer, ausgebildet an der Accademia di Belle Arti di Brera in Mailand; 1859 Rat des Istituto storico in London[20][65]

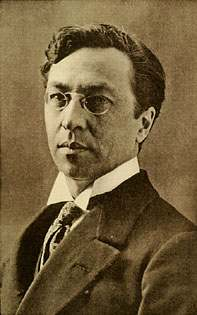
Wassily Kandinsky, um 1913

- Christian Rohlfs (1849–1938), deutscher Maler der Moderne#Kunstgeschichte.
- Max Kruse, (1854–1942), Bildhauer.
- Marianne von Werefkin (1860–1938), Malerin.
- Clara Grosch (1863–1932 in Locarno), Kunstmalerin.
- Alexej von Jawlensky (1865–1941), Maler.
- Wassily Kandinsky (1866–1944) russischer Maler, Grafiker und Kunsttheoretiker.
- Maria „Mia“ Hesse-Bernoulli (* 1868 in Basel; † 1963 in Bern), Fotografin, erste Ehefrau des Schriftstellers Hermann Hesse.
- Franziska zu Reventlow (1871–1918 in Locarno), Schriftstellerin, Übersetzerin, Malerin.
- Arthur Segal (1875–1944), rumänischer Maler und Bildhauer.

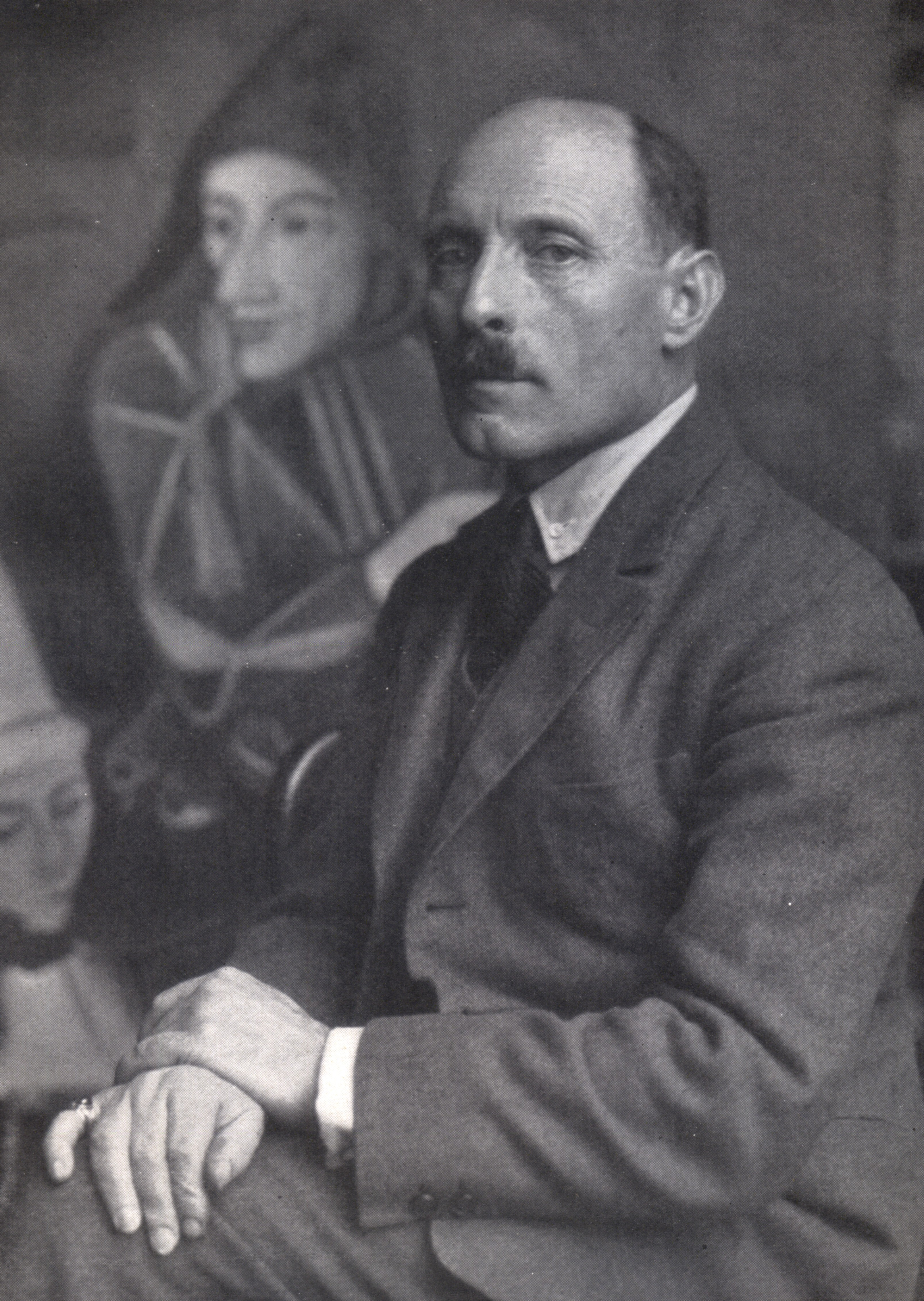
Karl Hofer, fotografiert von Hugo Erfurth.

- Elisabeth „Elly“ Lenz (1874–1945), Malerin und Graphikerin. Seit 1904 in Ascona tätig[66]
- Alexander Wilhelm de Beauclair (1877–1962), Kunstmaler.
- Karl Hofer (1878–1955), deutscher Maler.
- Walter Helbig (1878–1968), Maler, Graphiker, Holzschneider.
- Adolf Stocksmayr (1879–1964), Künstler, Erfinder.
- Louis Moilliet (1880–1962), Schweizer Künstler, Maler und Glasmaler.
- Helmuth Viking Eggeling (* 21. Oktober 1880 in Lund; † 19. Mai 1925 in Berlin), schwedischer Maler, Dadaist und Experimentalregisseur[67]
- Ernst Frick (1881–1956), Kunstmaler.

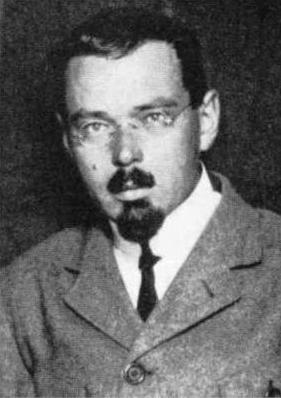
Karl Schmidt-Rottluff (vor 1920)

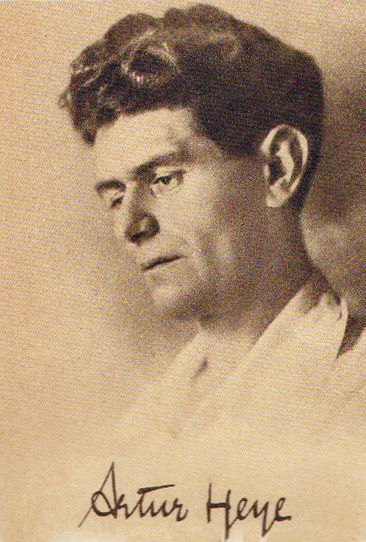
Artur Heye (um 1925)

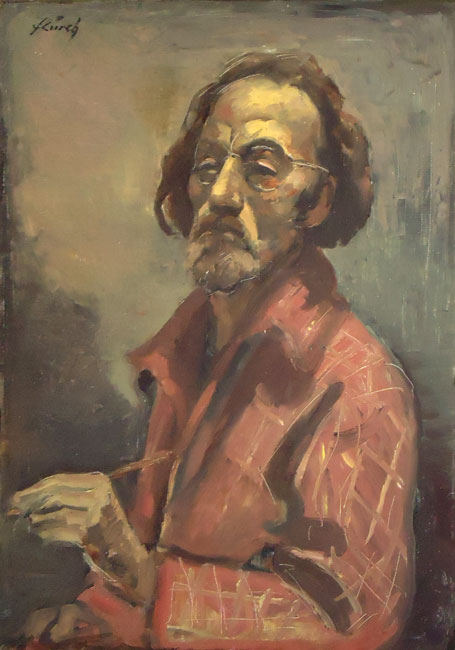
Johann Robert Schürch: Selbstportrait. 1941.

- Olga Fröbe-Kapteyn (1881–1962), eine niederländische Künstlerin, Theosophin und Begründerin der Eranos-Gesellschaft, die die meiste Zeit ihres Lebens in der Schweiz verbrachte.
- Otto Lüssi (* 14. Januar 1883 in Zürich; † 6. Juni 1942 in Ascona), Grafiker, Zeichner und Kunstmaler. Von 1921 bis 1929 war er Lehrer für Buchillustration und Schrift an der Kunstgewerbeschule Zürich. Er malte Wandbilder, Landschaften, Bildnisse, Figürliches und Stillleben[68]
- Albert Kohler (* 18. November 1883 in Basel; † 7. Dezember 1946 in Ascona), Kunstmaler, Plastiker, Illustrator
- Robert Genin (* 11. August 1884 in Wisokoje bei Klimowitschy in der Region Mogilev; † 16. August 1941 in Moskau), Maler, Grafiker, Illustrator und Schriftsteller, er lebt und schuf in Ascona.
- Otto van Rees (* 1884 in Freiburg im Breisgau; † 1957 in Utrecht), Kunstmaler und Bauhausarchitekt.
- Karl Schmidt-Rottluff (1884–1976), deutscher Maler, Grafiker, Plastiker.
- Gordon Mallet McCouch (1885–1956), amerikanischer Maler lebte in Ascona
- Margarethe Marianne Fellerer (1885–1961), Fotografin
- Artur Heye (1885–1947), deutscher Photograph, Abenteuer, Weltreisender, Unteroffizier der Schutztruppe für Deutsch-Ostafrika und Schriftsteller
- Carl Eugen Keel (1885–1961), expressionistischer Holzschneider und Maler.
- Albert E. Henselmann (1890–1974), Maler und Bildhauer[69][70]
- Hans Kaspar Schwarz (1891–1966), Maler, Plastiker, Autor.
- Ernst Thommen (Maler) (* 14. Juli 1891 in Giebenach; † 26. Januar 1976 in Ascona), Künstler, Maler, er studierte in Zürich, München und Paris. Er schuf Fresken und Sgraffiten und zahlreiche Plakate für die Gemeinden Pontresina und Davos. Langjähriger Präsident der Pro Ascona[71]
- Ignaz Epper (1892–1969), Kunstmaler, Grafiker, Holzschnitzer.
- Julius Bissier (1893–1965), Kunstmaler.
- Arthur Bryks (* 1894), Maler und Buchillustrator.
- Heinrich Maria Davringhausen (1894–1970), Bildhauer und Maler.
- Wladimir Rosenbaum (1894–1984), Anwalt, Antiquar und Kunsthändler.
- Johann Robert Schürch (1895–1941 in Ascona), Zeichner, Maler und Graphiker.
- Otto Niemeyer-Holstein (1896–1984), deutscher Maler.
- Oskar Dickmann (* 1896 in Wien; † 1972 in Muralto), österreichischer Kunstmaler und Bildhauer[72][73]
- Margherita Osswald-Toppi (* 1897 in Anticoli Corrado; † 1971 in Rom), Kunstmalerin und Bildhauerin
- Albert Rittmeyer (* 1898 in Chemnitz; † 1959 in Ascona), Maler[74]
- Gustav Adolf Hedblom (1898–1972), schwedischer Maler und Bildhauer schuf in Ascona.

#### Ab 1900
- César Domela (* 15. Januar 1900 in Amsterdam; † 30. Dezember 1992 in Paris), deutscher Bildhauer, Maler, Photograph und Typograph[75]
- Germaine Verna Marx (* 1900 in Paris; † 1975 in Ascona), Kunstmalerin[76]
- Ferdinand Grosshardt (* 13. März 1901 in Basel; † 29. Dezember 1960 in Zürich), Maler, Grafiker und Bühnenbildner, Maler  schuf Plakat und Dekoration. Für das Cabaret Cornichon in Zürich und für das Marionettentheater in Ascona tätig[77]
- Hans Herzig (* 24. Mai 1901 in Bern), Maler
- Mischa Epper-Quarles van Ufford (1901–1978), aus Zürich, Plastikerin, Goldschmiedin, Bildhauerin, Zeichnerin
- Marie Luise „Mieke“ Vogeler-Regler (* 1901 in Worpswede; † 1945 in Coyoacán, Mexiko), Goldschmiedin, Künstlerin[78]
- Walter Hasenfratz (* 31. Mai 1904 in Köln; † 2. Februar 1983 in Ascona), Maler, Grafiker und Zeichner[79]
- Rosetta Leins (* 5. Juni 1905 in Bellinzona; † 24. Dezember 1966 in Muralto), Künstlerin, Malerin und Illustratorin. Sie malte Landschaften, architektonische Themen, Stillleben, allegorische und religiöse Themen[80][81]
- Erwin Schönmann (* 1906 in Thalwil; † 1999 in Thunstetten BE), Maler, Bildhauer und Mosaikkünstler lebte in Ascona[82]
- Paul Vogt (* 8. April 1907 in Flawil; † 14. Oktober 2003 in Locarno) aus Allschwil, Schweizer Bildhauer[83]
- Josef Eberli (* 13. April 1908 in Luzern; † 18. November 1988 in Zumikon), Zeichner und Grafiker[84]
- Hans Heiner Hesse (* 1. März 1909 in Gaienhofen; † 7. April 2003 in Ascona), Schweizer Dekorateur, Buchillustrator, Nachlassverwalter seines Vaters Hermann
- Rolf Gérard (1909–2011), Arzt, Bühnenbildner und Maler.
- Maja Müller (* 1909 in?; † 1996 in Ascona), Künstlerin[85]
- Martin Hesse (1911–1968 in Bern), Fotograf.
- Karl Gerber (1912–1974), Maler.
- Emanuele Lello Bianda (* 1912 in Losone; † 1990 in Ascona), Flughafenbetreiber und Signor Ascona[86]
- Anne Valenti De Montet (* 20. November 1912 in Vevey; † 2. Januar 2009 in Mendrisio), aus Ascona, Fotografin, Dichterin lebte in Ascona[87]
- Italo Valenti (1912–1995 in Ascona), italienischer Maler.
- Eugen Früh (* 22. Januar 1914 in St. Gallen; † 18. Juli 1975 in Zürich), Grafiker und Maler. Er schuf Zeichnung, Illustration, Wanddekoration und Fresko. Ehemann der Malerin Erna Yoshida Blenk[88]
- Alfredo Mordasini (* 13. April 1914 in Ascona; † 3. Oktober 1999 ebenda) (Bürgerort Crana) heute Gemeinde Onsernone, Maler, Restaurator und Dekorateur[89]

André Bucher auf einer Bildcollage

- Karl Otto Bachmann (* 25. März 1915 in Luzern; † 18. Februar 1996 in Ascona), Maler und Grafiker
- Max Keller (* 23. Juli 1916 in Zürich; † 25. Oktober 1982 ebenda), Maler und Holzschneider[90]
- Luigi Pericle Giovannetti (* 22. Juni 1916 in Basel; † 10. August 2001 in Locarno), Schweizer Cartoonist, Illustrator, Zeichner und Maler[91][92]
- Werner Zingg (* 15. Oktober 1916 in Basel; † 2. September 2010 in Intragna TI), aus Busswil bei Melchnau, Schweizer Maler und Bildhauer lebte in Ascona[93]
- Isa Hesse-Rabinovitch (1917–2003 in Küsnacht), Filmemacherin, Illustratorin, Grafikerin, Fotografin und Reporterin.
- Angelo (Beli) Cattomio (* 1. November 1917 in Ascona; † 1. Januar 2000 in Intragna TI), Kunsttischler und Intarsiator
- Gudrun Mueller-Poeschmann (* 29. August 1924 in Cuxhaven; † 6. Februar 2007 in Bellinzona), Grafikerin[94]
- André Bucher (1924–2009), Schweizer Künstler und Bildhauer lebte in Ascona.
- Erich Lenkeit (* 6. Juni 1928 in Lüneburg; † 21. Februar 2017 ebenda), Künstler und Karikaturist[95]
- Erich Meili (* 1928 in Zürich; † 1981 in Ascona), Kunstkopist, er wohnte in Avegno[96]
- Willi Schwitter (* 13. Dezember 1932 in Näfels; † 4. Januar 2018 in Ascona), Künstler mcht Holz- und Eisenobjekte[97]
- Egon Franz Hermann Schöneberg (* 20. Oktober 1934 in Ohrdruf; † 24. Oktober 2000 in Bellinzona), deutscher Kunstmaler und Objektkünstler
- Gianpaolo Brunoni (* 1943 in Ascona), Künstler, Maler, Mitglied der Künstlervereinigung Ascona (AAA), gegründet 1964.[98]

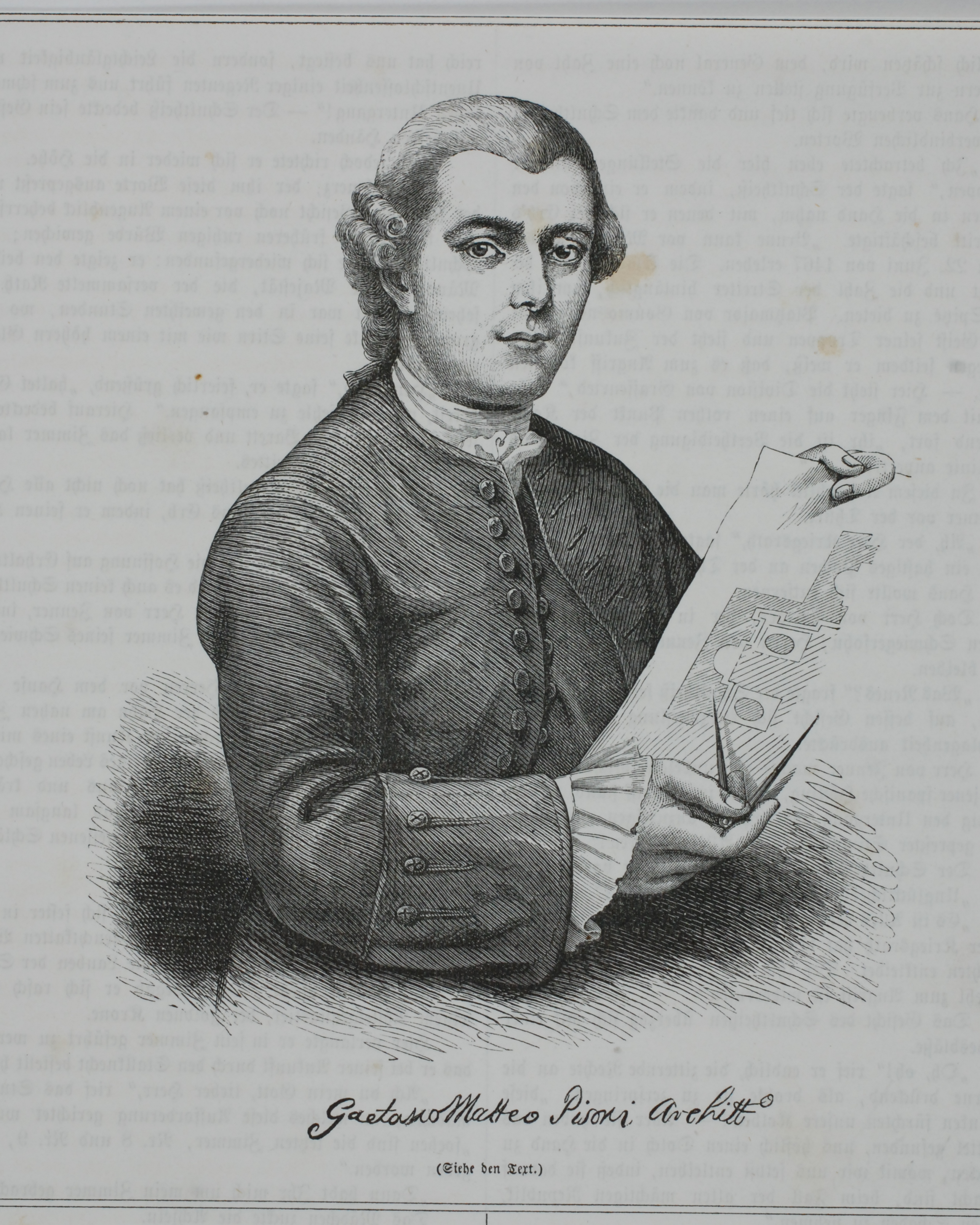
Gaetano Matteo Pisoni, Architetto

### Architekt, Techniker, Wissenschaftler, Industrieller
- Cristoforo Serodine (* um 1550 in Ascona; † vor 1633 in Rom ?), Maler und Architekt[99]
- Gaetano Matteo Pisoni (1713–1782), Architekt in Solothurn, Delsberg, Namur, Lüttich und Zürich

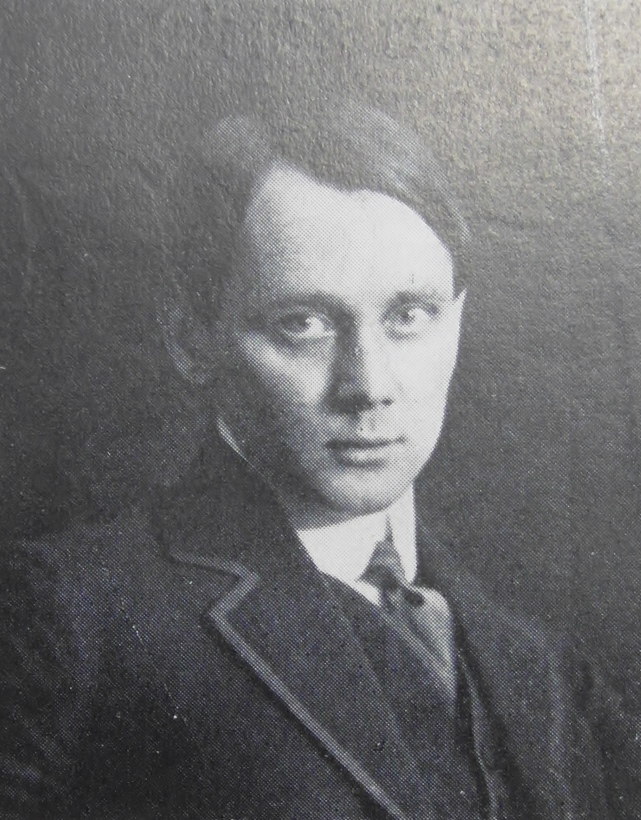
Carl Weidemeyer, um 1912

- Paolo Antonio Pisoni (1738–1804), Neffe des Gaetano Matteo, Architekt in Solothurn, Kriegstetten und Basel; Mitarbeiter beim Bau der St. Ursenkathedrale, wurde 1772 nach Solothurn zurückberufen, Kantonsbaumeister, beendigte die Kathedrale
- Carl Weidemeyer (1882–1976), Künstler und Architekt.
- Emil Fahrenkamp (1885–1966), Architekt und Hochschullehrer.

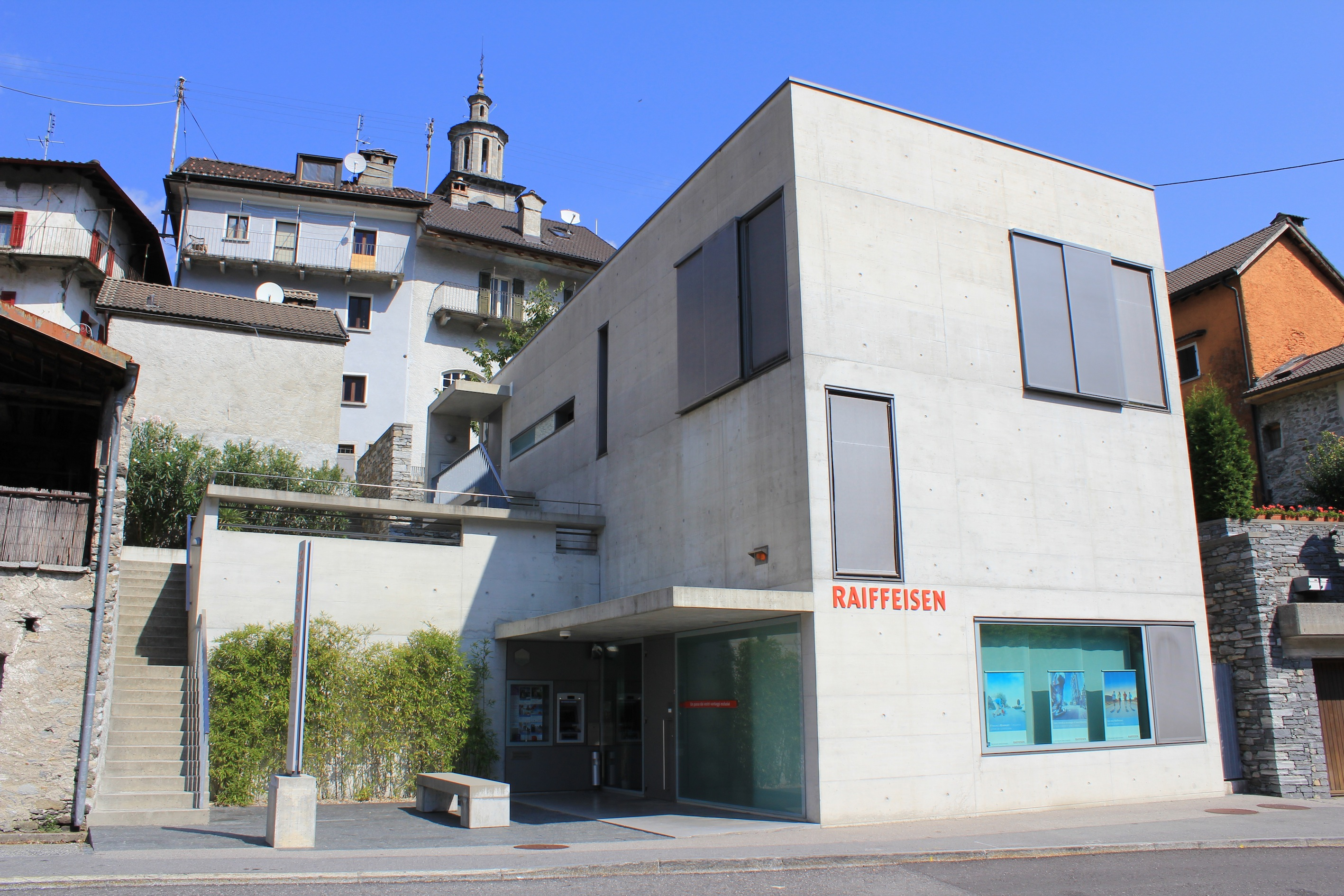
Michele Arnaboldi: Raiffeisenbank, Intragna

- Eduard Keller (1890–1954), Architekt und Architekturschriftsteller[100][101]
- Erhard Gull (* 28. Juni 1895 in Zürich; † 17. April 1970 in Ascona), Schweizer Architekt, Professor für Bauleitung[102]
- Werner J. Müller (1899–1986), Architekt, Bildhauer und Maler wohnte in Ascona
- Wilfried de Beauclair (1912–2020), Ingenieur und Informatiker.
- Aldo Rampazzi (* 4. Oktober 1947 in Ascona; † 27. November 2023 ebenda), Architekt, Politiker, ehemaliger Gemeindepräsident von Ascona, Präsident von Ticino Turismo[103]
- Carlo Rampazzi (* 1949 in Ascona), Innenarchitekt und Designer.
- Michele Arnaboldi (1953–2024) war ein Schweizer Architekt und Hochschullehrer.

### Anwalt, Notar, Politiker, Militär
- Pietro de Duno oder Duni (* um 1145 in Ascona; † nach 1186 ebenda), Adel, Militär, Hauptmann unter Friedrich I. (HRR), er kämpfte an der Verteidigung Comos, der Bischof Anselmo Raimondi von Como gab ihm das Schloss San Michele in Ascona als Lehen[104][105]
- Antonio Zezi (* um 1680 in Ascona; † um 1740 ebenda), Anwalt und Notar, Politiker, Abgeordneter zu den zwolf Eidgenossen[106]
- Giovan Pietro Duni (* 1623 in Ascona; † 1690 ebenda), Adel, Anwalt und Notar, Administrator der Gemeinde, Juspatron der Kirche Santi Fabiano e Stefano[107]
- Francesco Pancaldi (* 29. Januar 1750 in Ascona; † 23. April 1804 in Mailand), Advokat und Notar, Revisionsrat der Cisalpinischen Republik, hierauf Justiz- und Polizeiminister, später Minister des Innern und der auswärtigen Angelegenheiten der Republik[108][109]
- Andrea Caglioni (1763–1825), Richter, Politiker, Tessiner Staatsrat.
- Francesco Pisoni (* 9. April 1783 in Ascona; † 3. Juli 1820 in Rom), Neffe des Paolo Antonio Giuseppe Pisoni, Militär, Oberstleutnant der Nationalgarde in Rom[30]
- Carlo Caglioni (1790–1846), Sohn des Andrea, Advokat und Politiker, Tessiner Grossrat und Staatsrat
- Carlo Pancaldi (* 1816 in Ascona; † 24. November 1872 ebenda), Anwalt, Staatsanwalt 1848, dann Untersuchungsrichter; Schulinspektor, Verwalter des säkularisierten Collegio Papio von Ascona[110]
- Michele Pedrazzini (* 3. Dezember 1819 in Ascona; † 13. September 1873 in Bellinzona), Anwalt und Notar in Cevio und in Bellinzona, Tessiner Grossrat, Nationalrat, Redakteur[111][112]
- Raphael Friedeberg (* 14. März 1863 in Tilsit; † 16. August 1940 in Ascona), Arzt, Revolutionär[113]
- Giovanni Abbondio (* 1. Juli 1870, in Ascona; † nach 1921 in Locarno), studierte am Collegio Papio von Ascona, an den Kollegien von Sitten und Schwyz und auf den Universitäten von Turin, Pisa und Freiburg im Üechtland, wo er 1892 Lizentiat der Rechte war. Er machte seine erste Praxis beim Advokaten Gioachimo Respini und liess sich 1894 in Locarno als Fürsprech und Notar nieder. Politiker, Tessiner Grossrat[114]
- Eros Bergonzoli (* 1951 in Ascona; † 27. August 2021 ebenda), Anwalt, Tessiner Grossrat (1995–2003), Gemeindepräsident von Ascona, ehemaliger Präsident der Banca dello Stato del Cantone Ticino (1999–2004)[115]
- Michele Barra (1952–2013 ebenda), Politiker und Baumeister, ehemaliger Tessiner Staatsrat (Lega dei Ticinesi).

### Unternehmer, Bankier, Gastronom, Kunstsammler, Kaufmann

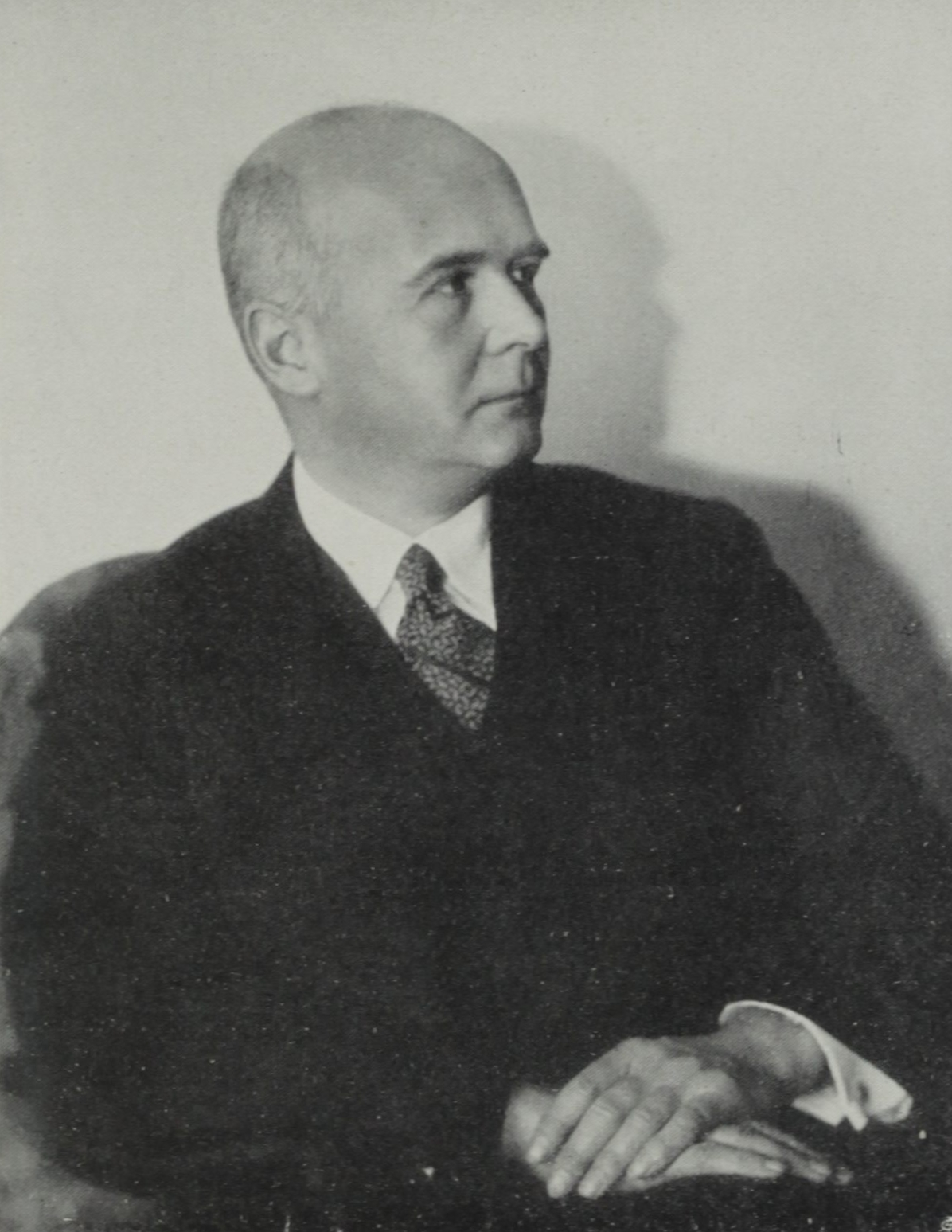
Eduard von der Heydt, Aufnahme um 1929

- Bartolomeo Papio (* 1526 in Ascona; † 20. August 1580 in Rom), er war im Dienste der Adelsfamilie Orsini und sich später der Viehzucht in der Campagna Romana gewidmet haben. Er wurde Bürger von Rom und Gründer des Collegio pontificio Papio von Ascona, dem er seinen Palast in Ascona und 25.000 Taler hinterliess[116][117]
- Alessandro Pisoni (* 26. Juni 1812; † 8. März 1861), Neffe des Francesco, Kaufmann, er war Präsident der Handelskammer[30]
- Bernhard Mayer (1866–1946 in Zürich), deutscher Pelzhändler, Anarchist, Mäzen, Kunstsammler
- Clemens Oppenheimer (* 1876 in Straßburg; † 1952 in Ascona), deutscher Flüchtling, Unternehmer[118]
- Eduard von der Heydt (1882–1964), deutsch-schweizerischer Freiherr, Bankier, Kunstsammler und Mäzen
- Marguerite Hagenbach (* 22. August 1902 in Basel; † 23. August 1994 in Solduno), zweite Frau von Jean Arp[119]
- Karl-Heinz Kipp (1924–2017), deutsch-schweizerischer Unternehmer.
- Ivo Adam (* 1977), Koch und Buchautor.

### Musiker, Musikwissenschaftler
- Ida Hofmann Oedenkoven (1864–1926), aus Montenegro, Pianistin, Musiklehrerin und Feministin.
- Hermann Wetzler (* 8. September 1870 in Frankfurt am Main; † 29. Mai 1943 in New York City), Organist, Orchesterleiter und Komponist[120]
- Anthony van Hoboken (1887–1983), niederländischer Musikwissenschaftler.
- Max Ettinger (1874–1951), österreichisch-deutsch-schweizerischer Komponist und Dirigent.

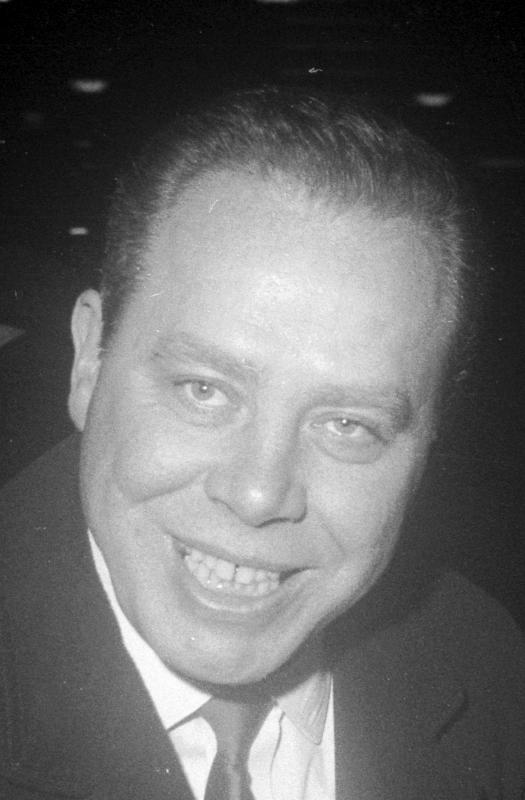
Helmut Zacharias, 1965

- Leo Kok (* 24. November 1893 in Amsterdam; † 7. August 1992 in Ascona), Pianist, Komponist[121]
- Wladimir Rudolfowitsch Vogel (1896–1984), Komponist.
- Albert Moeschinger (1897–1985), Schweizer Komponist.
- Fritz Rotter (1900–1984), österreichischer Autor und Komponist.
- Ernst Fischer (1900–1975), Komponist.
- Hans Haug (1900–1967), Komponist.
- Jakob (Jack) Trommer (* 1905 in Zürich; † 1990 in Onsernone), Pianist und Komponist[122]
- Enrico (Rico) Hugel (* 1. September 1906 in Ascona; † 15. Juli 1980 ebenda), Komponist und Orchesterleiter[123]
- Willy Hugel (* 29. September 1917 in Ascona), Pianist, Komponist und Orchesterleiter, Mitarbeiter der Radiotelevisione Svizzera[124]
- Helmut Zacharias (1920–2002), Violinist und Komponist.

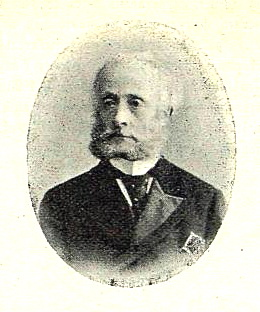
Ferdinand von Wrangell (1897)

- Paul Giezendanner (* 5. August 1935 in Zürich; † 24. Januar 2002 in Locarno), aus St. Gallen, Pianist, er wohnte in Ascona[125]

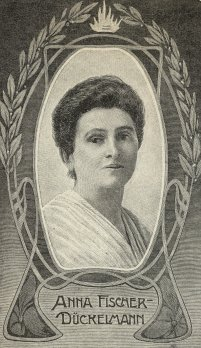
Anna Fischer-Dückelmann

### Ärzt, Therapeut, Naturwissenschaftler
- Marco Porrini (* um 1520 in Ascona; † 22. Mai 1576 ebenda), Arzt, Wohltäter[126]
- Taddeo Duno (* 1523 in Locarno; † 1613 in Zürich), aus Ascona, Arzt, Schriftsteller und einer der Führer der protestantischen Bewegung von Locarno.

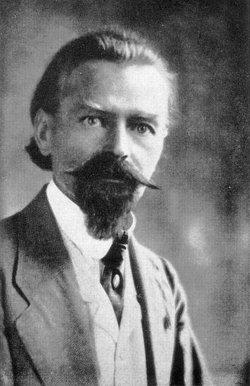
Arnold Ehret ca. 1922

- Francesco Vacchini (* um 1635 in Ascona; † 1620 ebenda), Bruder des Antonio, hervorragender Chirurg, Professor der Chirurgie[127]

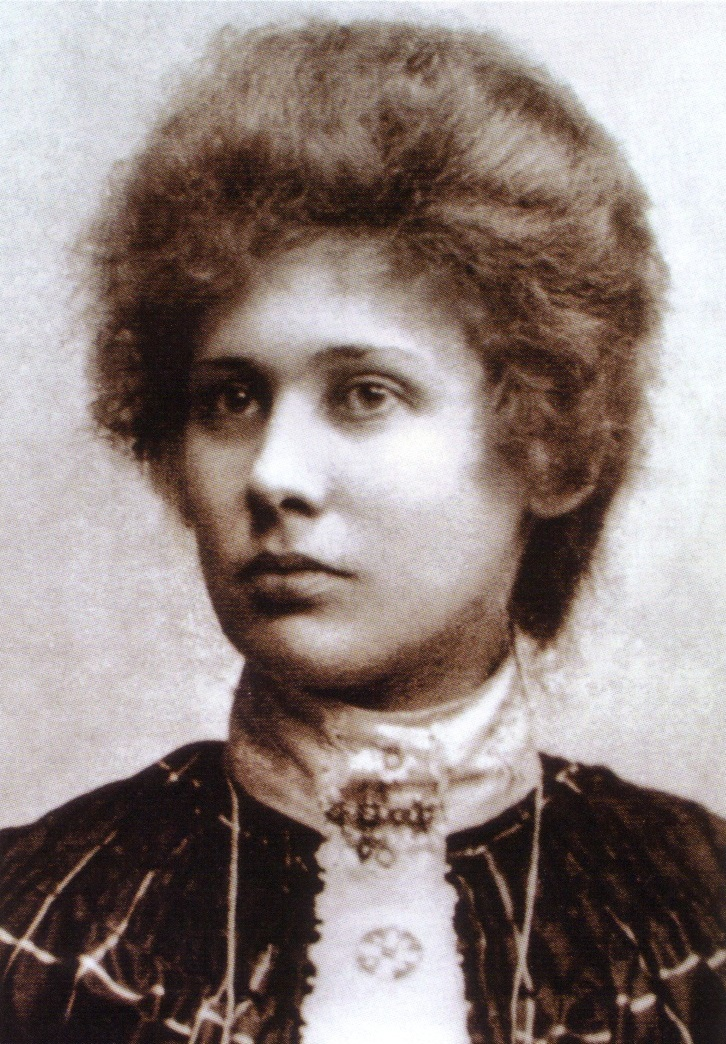
Ita Wegman (1899)

- Vincenzo Cerri (* 18, Juli 1746 in Ascona; † 24. Mai 1800 in Mailand), Arzt im Spital Santa Corona und im Ospedale Maggiore in Mailand, Publizist[128]
- Ferdinand von Wrangell (1844–1919), Freiherr, Marineoffizier, Pädagoge, Schriftsteller.
- Adolf Arthur Grohmann (1856–1908), Ingenieur, Therapeut und Schriftsteller[129]
- Anna Fischer-Dückelmann (1856–1917), Ärztin, Publizistin und Lebensreformin.

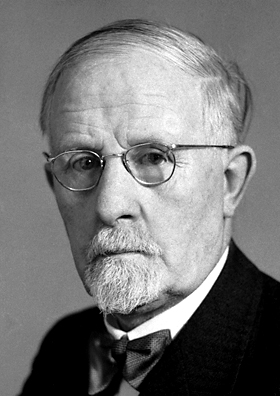
Walter Rudolf Hess

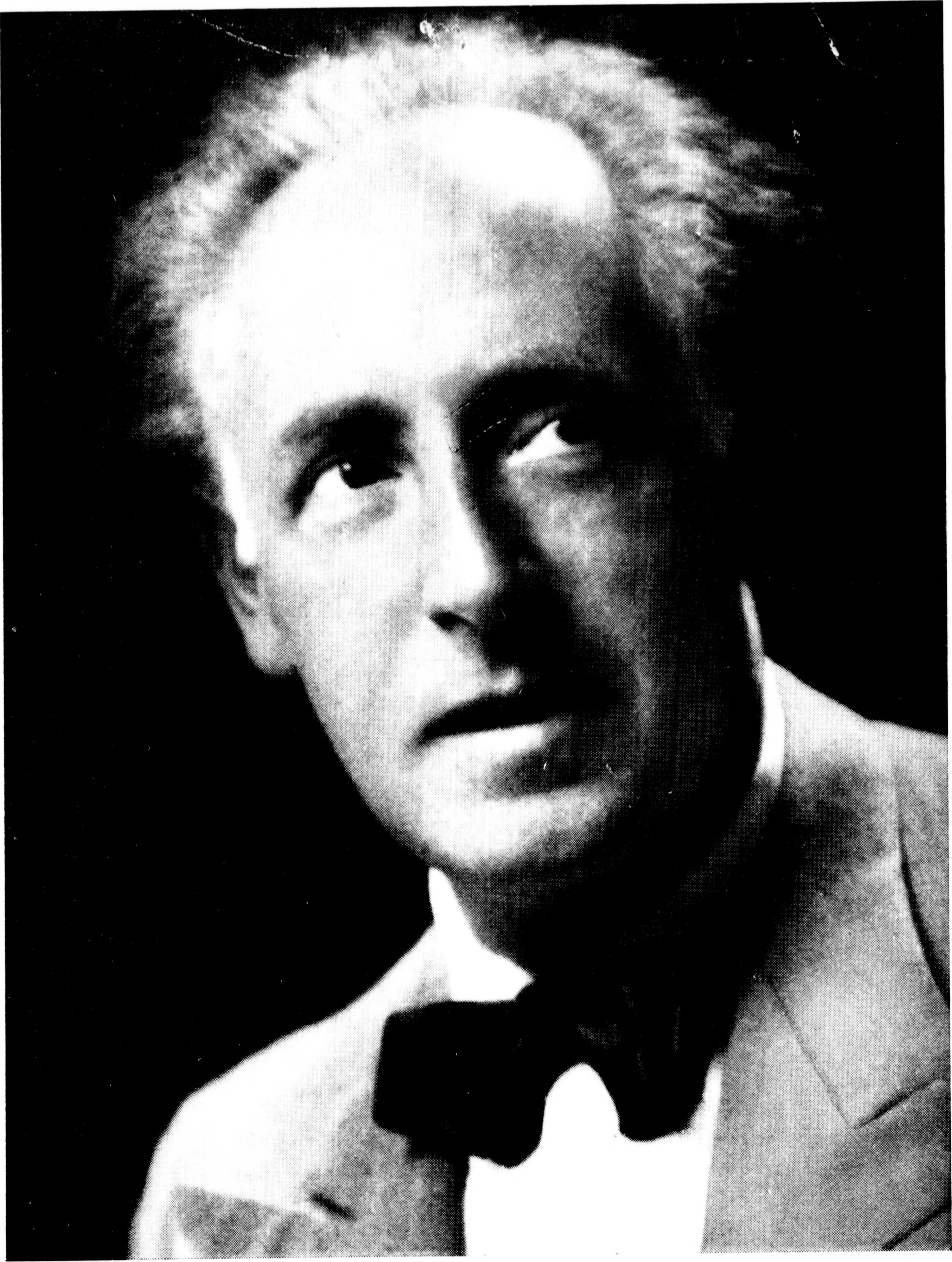
Fritz Kahn

- Arnold Ehret (1866–1922), deutscher Naturheilkundler und Buchautor[130]
- Paul Lazarus (1873–1957), deutscher Radiologe.
- Ita Wegman (1876–1943), Ärztin, Mitbegründerin der anthroposophischen Medizin.
- Anna Iduna Zehnder (1877–1955), Ärztin und Malerin.
- Walter Rudolf Hess (1881–1973), Schweizer Physiologe und Nobelpreisträger der Medizin.
- Fritz Kahn (1888–1968 in Locarno), Arzt und Autor.
- Adolf Portmann (1897–1982), Schweizer Biologe, Zoologe, Anthropologe.

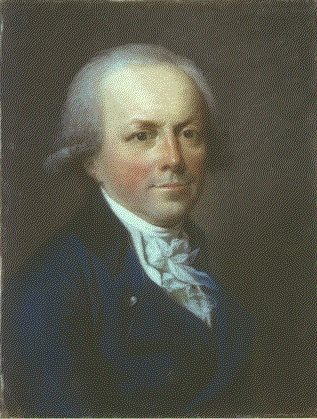
Karl Viktor von Bonstetten

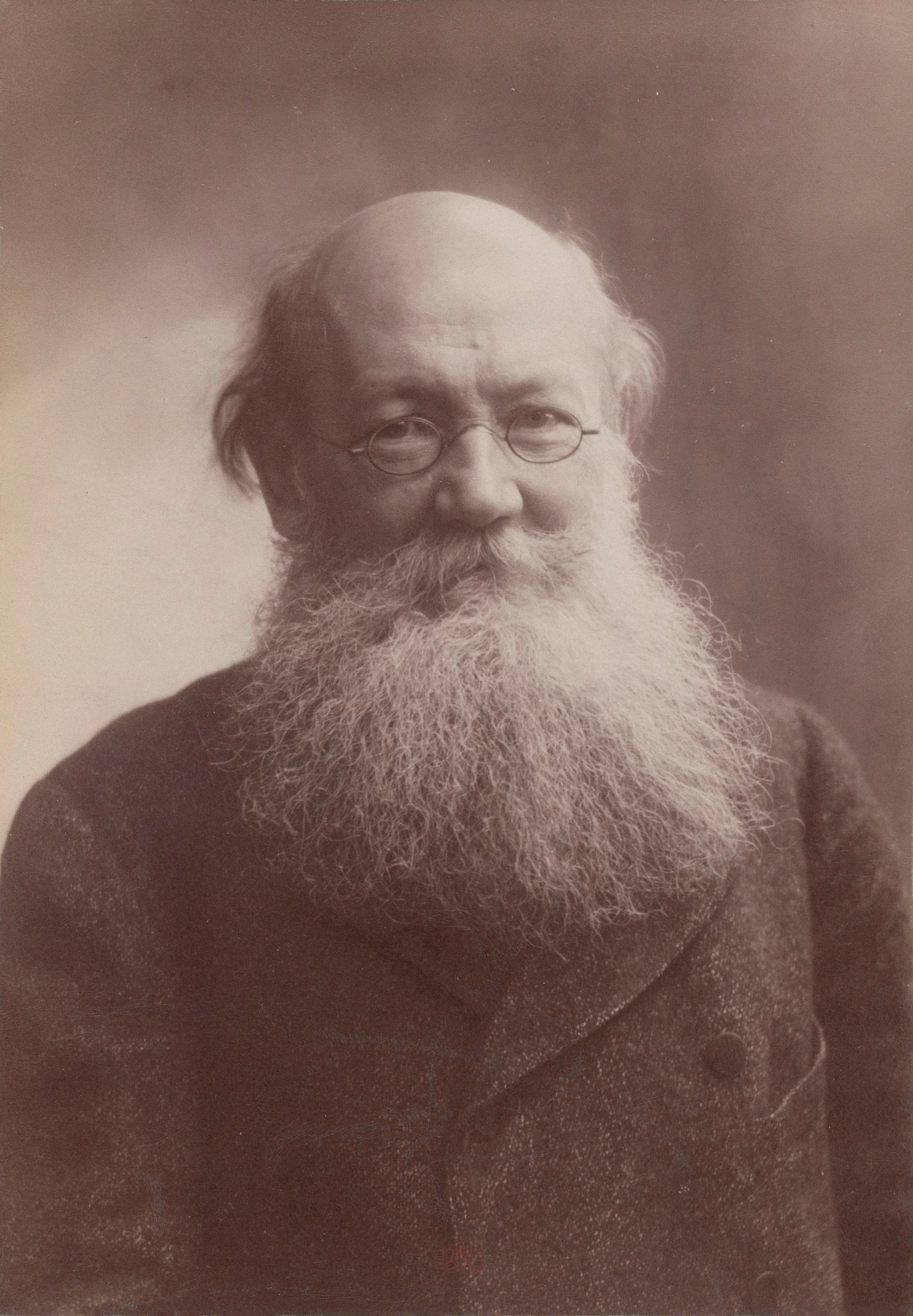
Pjotr Alexejewitsch Kropotkin, Aufnahme von Nadar um 1900

- Boris Luban-Plozza (* 29. Juni 1923; † 24. Dezember 2002 in Locarno), aus Rossa, Schweizer Psychiater, Psychotherapeut, er wohnte in Ascona.
- Lothar Knaak-Sommer (1925–2006), Schweizer Psychotherapeut.

Gabriele Reuter aufgenommen in München, 1896

### Schriftsteller, Historiker, Philosoph, Pädagoge, Journalist, Verleger

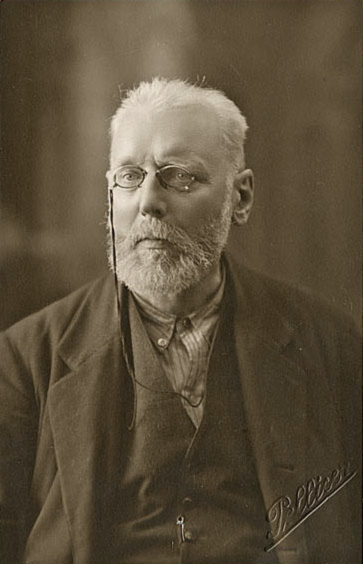
Max Nettlau

- Carlo Antonio Allidi (* um 1682 in Ascona; † nach 1740), Arzt in Deutschland, Polen, Lodi (Lombardei) und lateinischer Schriftsteller des 18. Jahrhunderts[131][132][133]
- Karl Viktor von Bonstetten (1745–1832), Schweizer Schriftsteller
- Angelica Cioccari-Solichon (1827–1912), Sekundarlehrerin in Ascona, Mendrisio, Palermo und Neapel, Vizedirektorin des Manzoni-Instituts in Maroggia
- Pjotr Alexejewitsch Kropotkin (1842–1921 in Dmitrow), russischer Anarchist, Geograph und Schriftsteller.

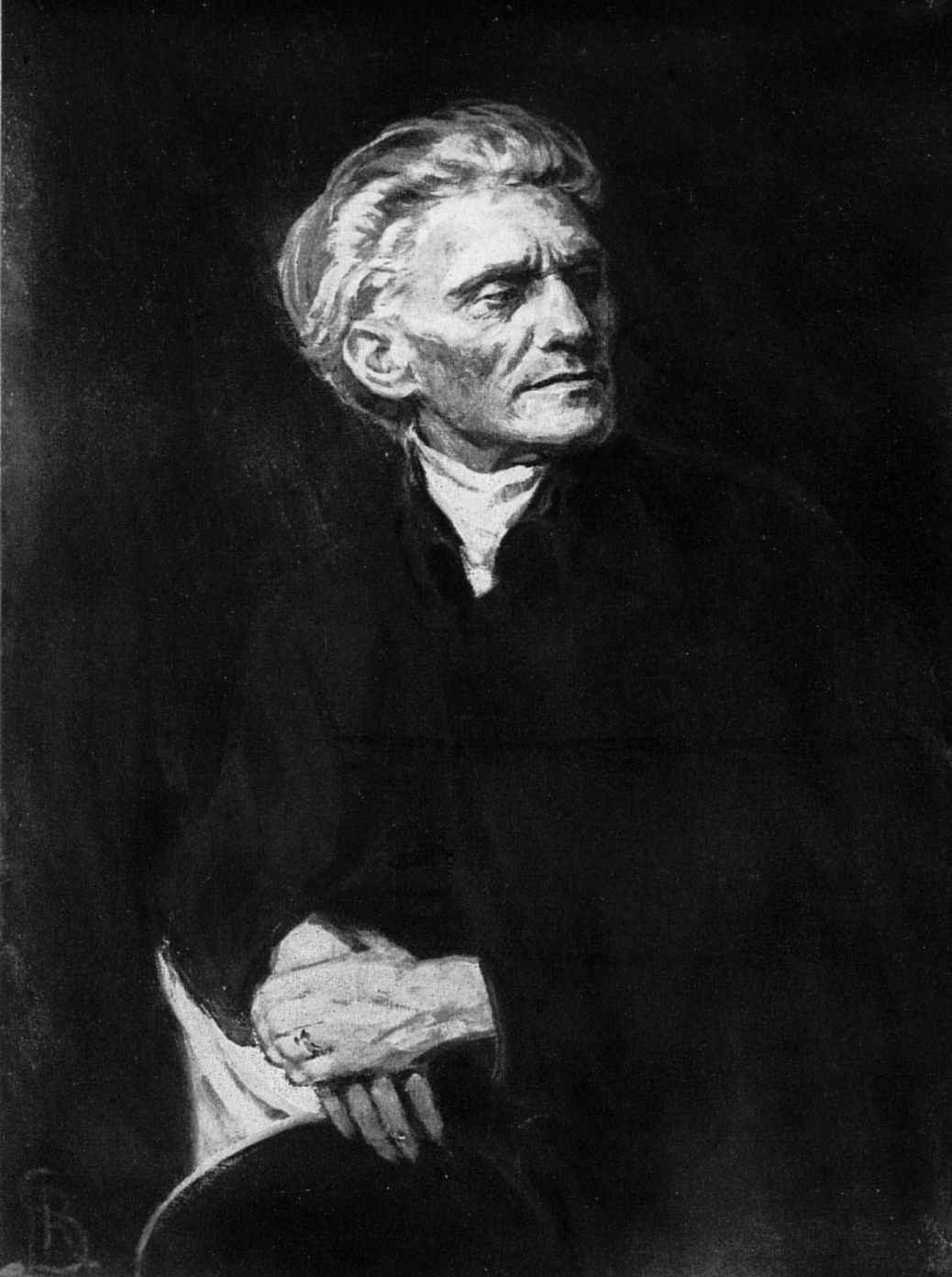
Stefan George
Porträt von Reinhold Lepsius

- Ellen Key (1849–1926), schwedische Reformpädagogin und Schriftstellerin.
- Gabriele Reuter (1859–1941), deutsche Schriftstellerin.

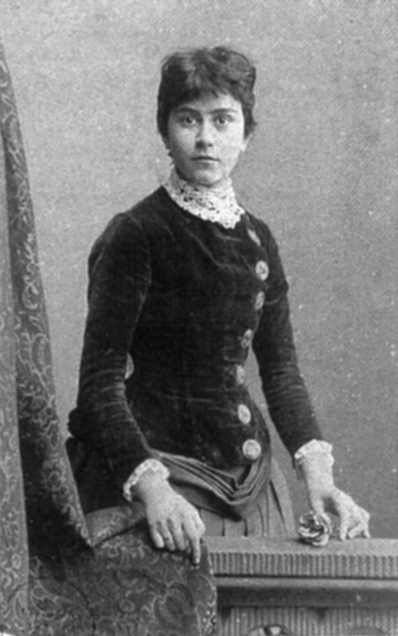
Else Schüler als junge Frau um 1894.

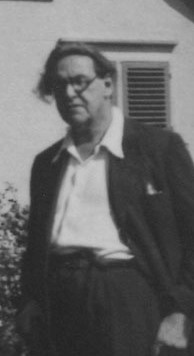
Karl Wolfskehl (1935)

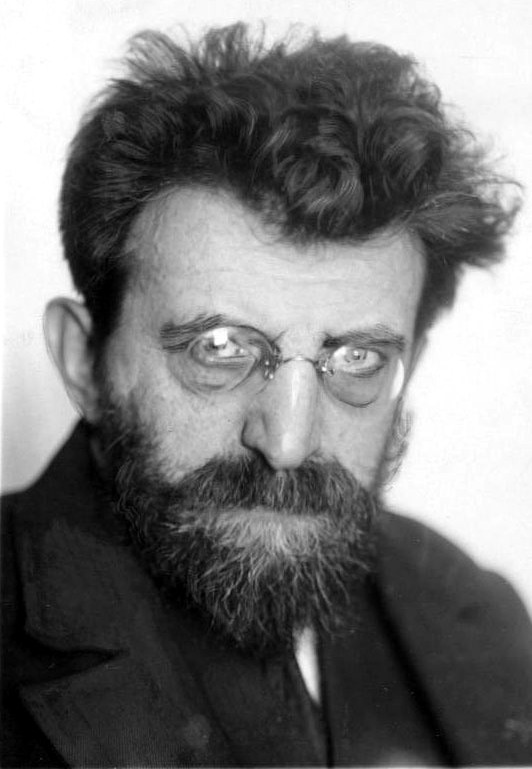
Erich Mühsam (1928, kurz vor seinem 50. Geburtstag)

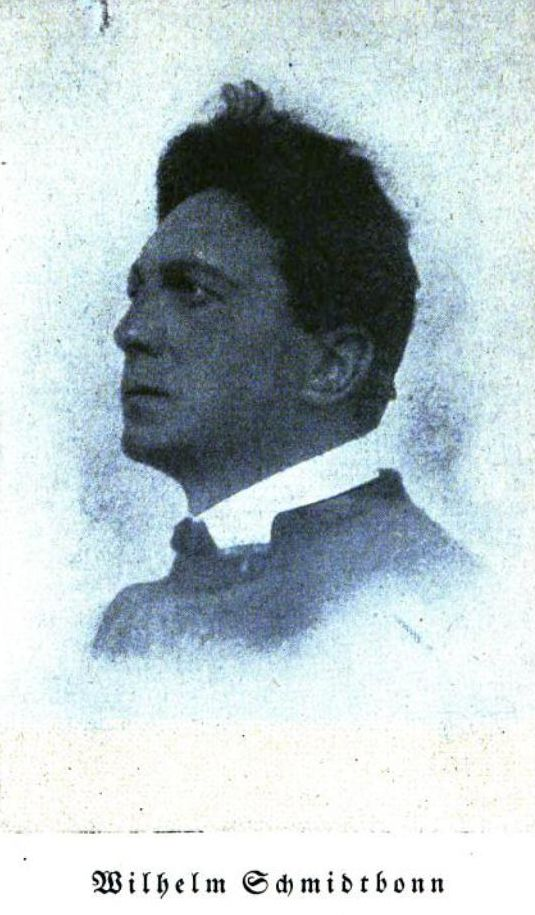
Wilhelm Schmidtbonn

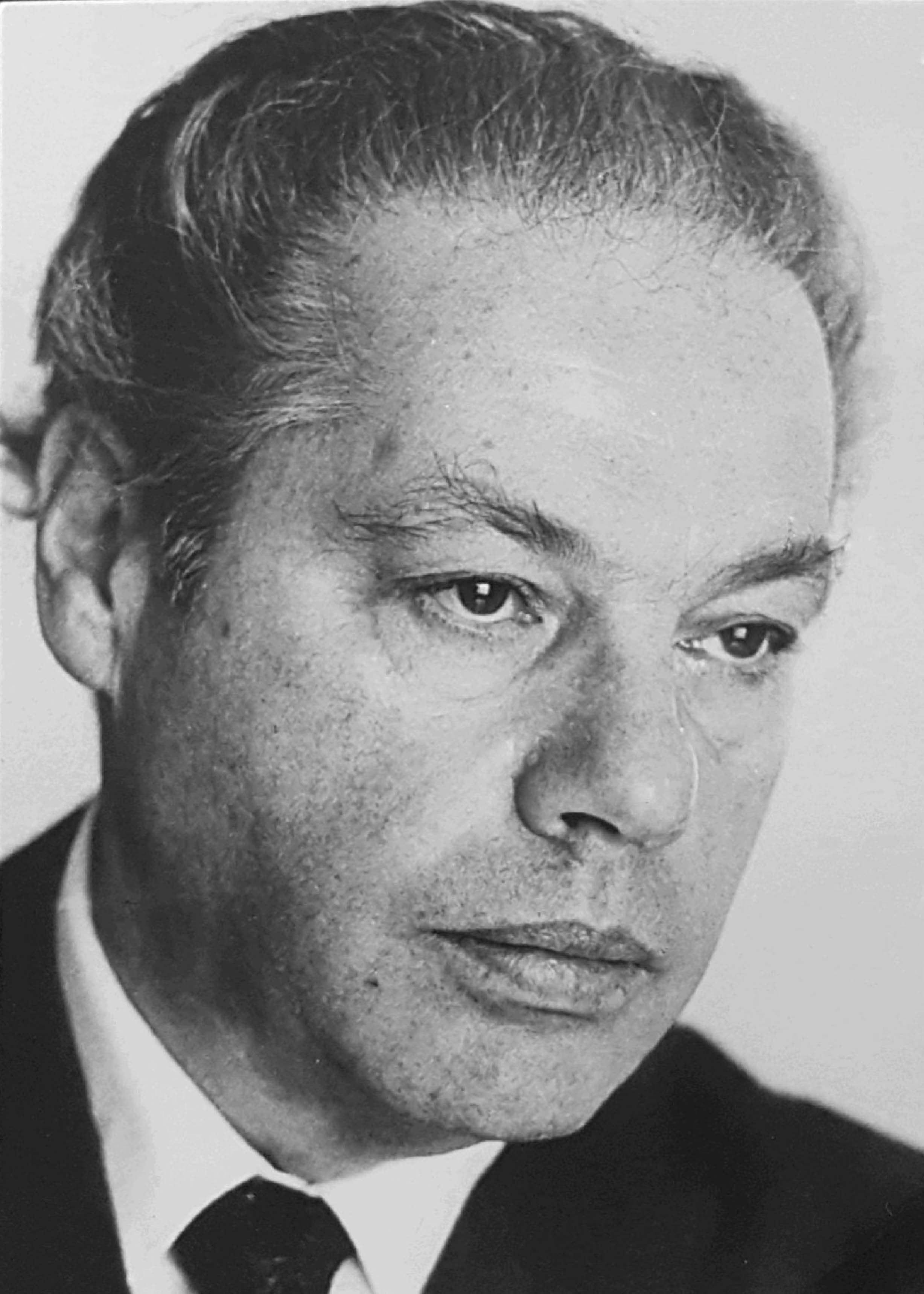
Fritz Hochwälder (ca. 1979)

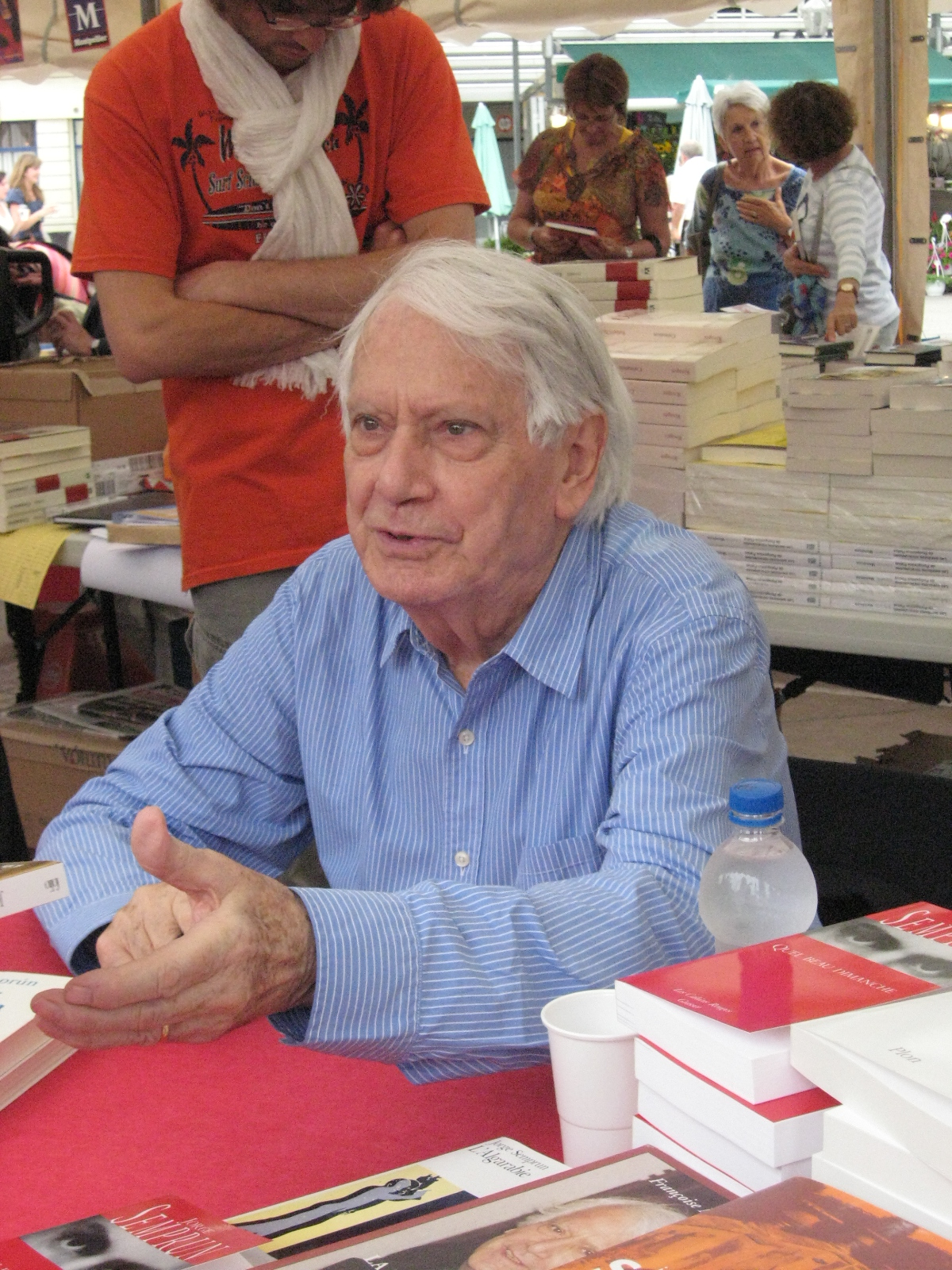
Jorge Semprún (2009)

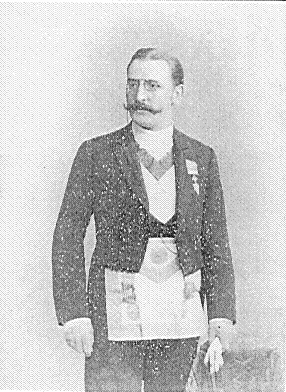
Theodor Reuß mit dem Schurz der Freimaurer

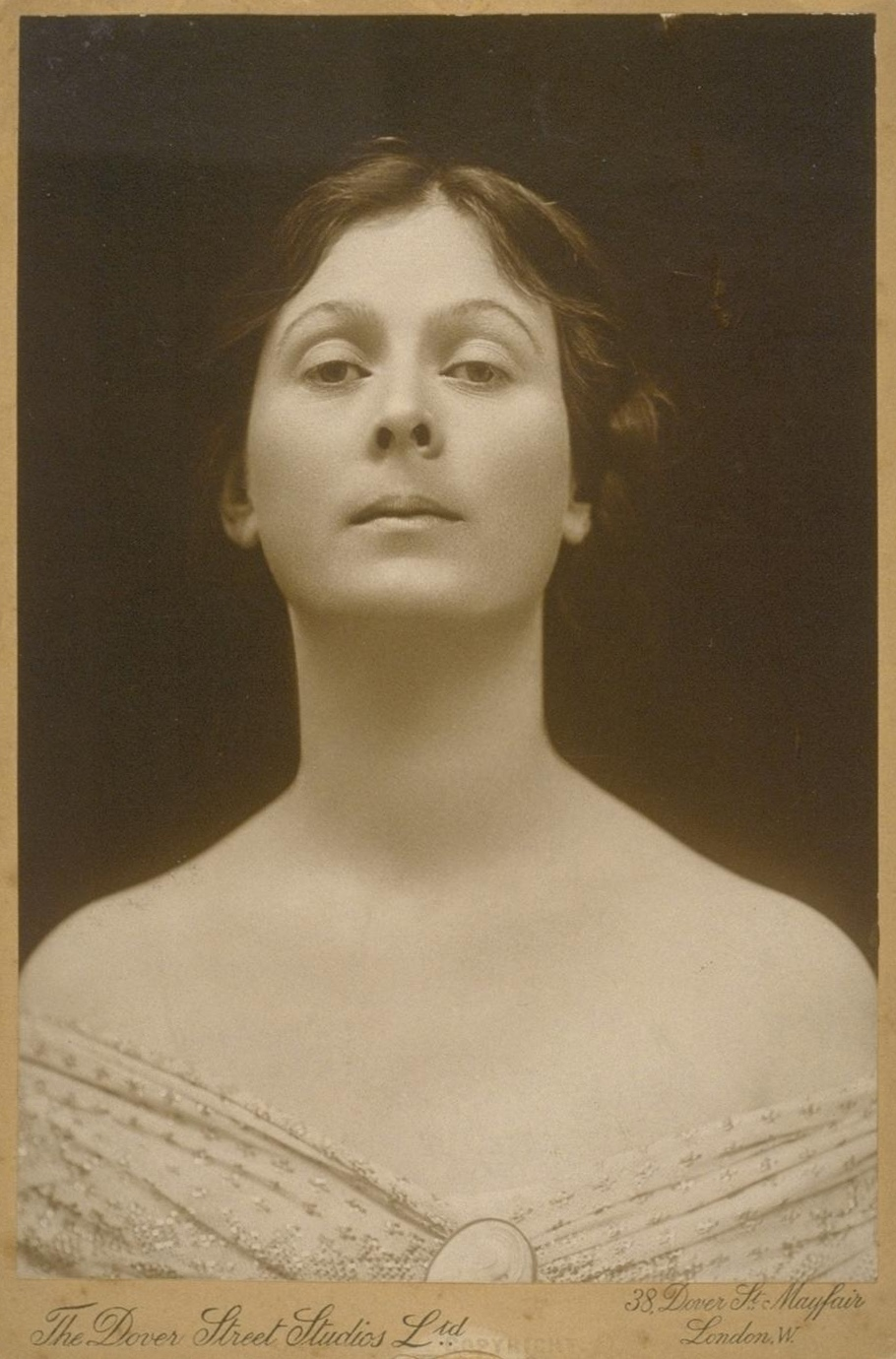
Isadora Duncan etwa 1906–1912

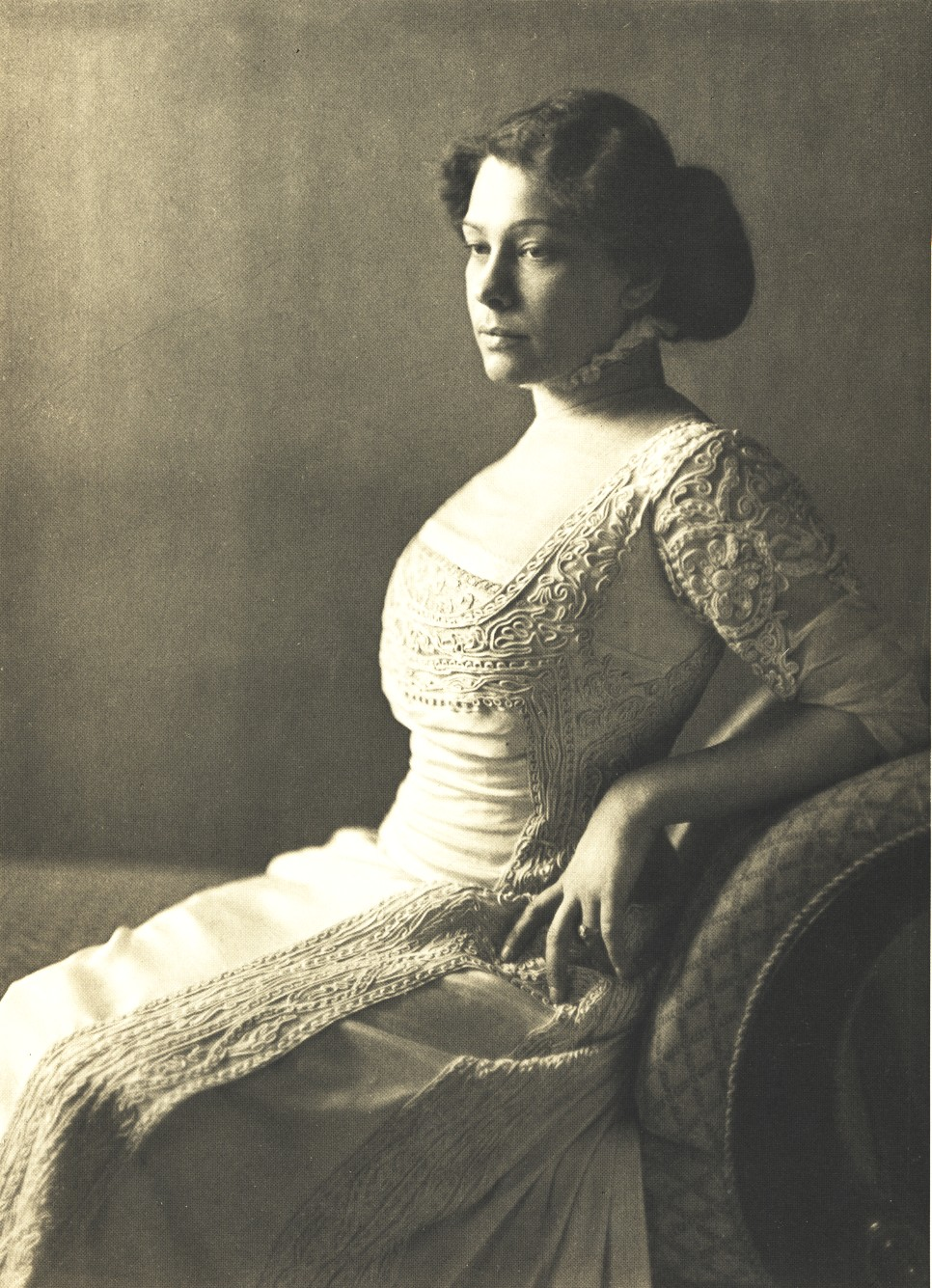
Tilla Durieux im Jahr 1905, fotografiert von Jacob Hilsdorf

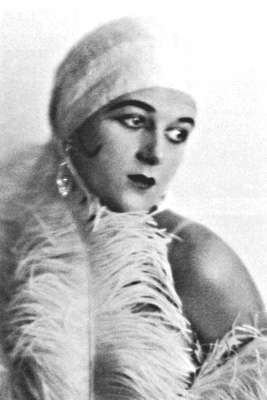
Sonja Bragowa (1930)

Jo Mihaly alias Elfriede Kuhr (Mitte, sitzend) im Jahre 1915

- Jenny Hofmann (* 1863 in Ottendorf (Thüringen)), Mitbegründerin des Monte Verità[134]
- Lothar Persius (1864–1944), deutscher Marineoffizier.
- Max Nettlau (1865–1944), deutscher Sprachforscher, Historiker des Anarchismus.
- Stefan George (1868–1933), deutscher Lyriker.
- Else Lasker-Schüler (1869–1945), deutsch-jüdische Dichterin.
- Karl Wolfskehl (1869–1948), deutscher Schriftsteller, Übersetzer.
- Otto Braun (1872–1955), sozialdemokratischer deutscher Politiker.
- Efraim Frisch (1873–1942), deutscher Schriftsteller, Theaterkritiker, Übersetzer und Herausgeber.
- Lauretta Rensi-Perucchi (* 28. März 1873 in Ascona; † 8. Mai 1966 in Genua), Pädagogin, Verdienstordens der Italienischen Republik (Großoffizier)[135]
- Henri Oedenkoven (1875–1935), Mitbegründer der Künstlerkolonie Monte Verità.
- Lotte Hattemer alias Paulette Charlotte Hattemer (* 24. November 1876 in Berlin; † 1906 in Ascona), Mitbegründerin des Monte Verità.
- Georg Kaiser (1878–1945), deutscher Schriftsteller und Dramatiker.
- Wilhelm Schmidtbonn (1876–1952), Schriftsteller.
- Erich Mühsam (1878–1934), deutscher Schriftsteller, Publizist und Antimilitarist.
- Gustav Gräser (1879–1958), deutsch-österreichischer Künstler, Gründer der Siedlung Monte Verità.
- Emil Ludwig (1881–1948), deutscher und später Schweizer Schriftsteller.
- Olga Fröbe-Kapteyn (1881–1962), Philosophin.
- Johannes Nohl (1882–1963), deutscher Schriftsteller und Anarchist.
- André Germain (1882–1971), französischer Journalist, Literaturkritiker und Essayist.
- Leonhard Frank (1882–1961), deutscher Schriftsteller.
- Robert Faesi (1883–1972), Schweizer Germanist und Schriftsteller.
- Robert Genin (1884–1941), Maler, Grafiker, Illustrator und Schriftsteller.
- Heinrich Hanselmann (1885–1960), Schweizer Pädagoge.
- Bruno Goetz (1885–1954), deutschbaltischer Dichter, Schriftsteller und Übersetzer.
- Emil Szittya (1886–1964), ungarischer Schriftsteller, Journalist, Maler, Kunstkritiker.
- Albert Ehrenstein (1886–1950), deutschsprachiger Lyriker und Erzähler.
- Walter Serner (1889–1942), Schriftsteller und Dadaist.
- Aline Valangin (1889–1986), Schweizer Schriftstellerin, Pianistin und Psychoanalytikerin.
- Max Pulver (1889 – 1952 in Zürich), Schweizer Psychologe, Graphologe, Lyriker, Dramatiker.
- Walter Rothenburg (1889–1975), war Boxpromoter, Schlagertexter und Schriftsteller.
- Emil Balmer (1890–1966), Schweizer Mundartautor, dem Ascona zur zweiten Heimat wurde (Buch Sunneland).
- Alfred Fankhauser (1890–1973), Schweizer Schriftsteller, Journalist und Astrologe.
- Josef Kastein (1890–1946), deutscher Schriftsteller.
- Klabund (1890–1928), deutscher Schriftsteller.
- Claire Goll (1890–1977), Schriftstellerin und Journalistin.
- Yvan Goll (1891–1950), Dichter.
- Valerio Abbondio (1891–1958), Gymnasiallehrer, Dichter.
- Mary Lavater-Sloman (1891–1980), Schweizer Schriftstellerin.
- Werner Bergengruen (1892–1964), deutsch-baltischer Schriftsteller.
- Walther Tritsch (1892–1961), österreichischer Schriftsteller, Übersetzer und Historiker.
- Werner Ackermann (1892–1982), Schriftsteller, Verleger.
- Oskar Maria Graf (1894–1967), Schriftsteller.
- Emil Oesch (1894–1974), Schweizer Schriftsteller und Verleger[136]
- Rudolf Jakob Humm (1895–1977), Schriftsteller und Übersetzer.
- Elsa Margot Hinzelmann (1895–1969), Schriftstellerin.
- Marcel Janco (1895–1984), rumänisch-israelischer Künstler, Schriftsteller, Architekt.
- Erika Guetermann (1895–1988), deutsch-amerikanische Journalistin und Lyrikerin.
- Werner Johannes Guggenheim (1895–1946), Schriftsteller und Übersetzer.
- Friedrich Glauser (1896–1938), Schweizer Schriftsteller.
- Doris Hasenfratz (1896–1974), Journalistin und Schriftstellerin[137]
- Walter Mehring (1896–1981), deutscher Schriftsteller.
- Tristan Tzara (1896–1963), rumänischer Schriftsteller, Mitbegründer des Dadaismus.
- Karl Kerényi (1897–1973), Philologe und Religionswissenschaftler.
- Franz Schulz (1897–1971), österreichisch-böhmischer Schriftsteller und Drehbuchautor.
- Hans Gustl Kernmayr (1900–1977), österreichischer Schriftsteller und Drehbuchautor.
- Julius Hay (1900–1975), ungarisch-österreichischer Dramatiker.
- Robert Siodmak (1900–1973), Filmregisseur, Drehbuchautor und Filmproduzent.
- Curt Riess (1902–1993), deutscher Schriftsteller.
- Albert Vigoleis Thelen (1903–1989), deutscher Schriftsteller und Übersetzer.
- Victoria Wolff (1903–1992) amerikanische Schriftstellerin, Drehbuchautorin.
- Richard B. Matzig (1904–1951), Schriftsteller und Literaturwissenschafter[138]
- Hans Jacoby (1904–1963), deutscher Drehbuchautor.
- James Hadley Chase (1906–1985), britischer Thriller-Autor.
- Gotthard de Beauclair (1907–1992), deutscher Verleger und Lyriker.
- Irene Terribilini-Amadò (* 20. September 1908 in Curio; † 15. Januar 2001 in Ascona), aus Vergeletto, Sekundarlehrerin wohnte in Ascona
- Werner Keller (1909–1980), Journalist, Sachbuchautor und Widerstandskämpfer gegen den Nationalsozialismus.
- Werner Rings (1910–1998), Schweizer Historiker, Journalist.
- Kurt Hoffmann (1910–2001), deutscher Filmregisseur, Produzent und Drehbuchautor.
- Hans Habe (1911–1977), Journalist und Schriftsteller.
- Fritz Hochwälder (1911–1986), österreichischer Dramatiker.
- Werner Jörg Lüddecke (1912–1986 in Ascona), deutscher Schriftsteller, Drehbuchautor.
- Ernst Schnabel (1913–1986), deutscher Schriftsteller, Rundfunkpionier.
- Hans Roos (* 1916 in Aarau; † 1993 in Locarno), Schweizer Zeitungsmacher[139]
- Arturo Fornaro (* 1920 in Pescara; † 21. November 2000 ebenda), Schriftsteller[140]
- Peter Schifferli (1921–1980), Schweizer Verleger.
- Walter Höllerer (1922–2003), deutscher Schriftsteller, Literaturkritiker und Literaturwissenschaftler.
- Wolfgang Oppenheimer (* 30. November 1921 in Straßburg; † 30. September 1999 in Ascona), Wirtschaftswissenschaftler, Historiker, Autor, lebte in Ascona[141]
- Jorge Semprún (1923–2011 in Paris), spanischer Schriftsteller.
- Henry Jaeger (1927–2000), deutscher Schriftsteller.
- Pia (Graziella Gladys) Pedrazzini (* 13. Februar 1927 in Luzern; † 11. März 2003 in Locarno), aus Ascona, Lehrerin, Journalistin, Mitarbeiterin der Radiotelevisione della Svizzera italiana (RSI), Schriftstellerin[142]
- Alfredo Poncini (* 1. November 1928 in Ascona; † 31. August 2021 ebenda), Theolog, Physiker ETH Zürich, Gymnasiallehrer, Paleograf, Autor, Archivar und Orgelspieler[143][144]
- Daniela Ambrosoli (* 1941 in Ascona), Tochter des Pierino, Schriftstellerin, Leiterin der Pierino Ambrosoli Foundation[145]
- Gabriella Candolfi-Thorer (* 16. Mai 1944 in Danzig), Schriftstellerin, Dramatikerin[146]

### Unterhaltungsbranche
- Theodor Reuß (1855–1923), deutscher Opernsänger, Journalist, Freimaurer, Theosoph, Gründer okkulter Orden.
- Isadora Duncan (1877–1927), amerikanische Tänzerin und Choreografin.
- Rudolf von Laban (1879–1958), ungarischer Tänzer, Choreograf.
- Tilla Durieux (1880–1971), österreichische Schauspielerin.
- Käthe Kruse (1883–1968), Schauspielerin, Puppenmacherin.
- Mary Wigman (1886–1973), Tänzerin, Choreografin.
- Katja Wulff (* 1890 in Hamburg; † 1992 in Basel), Tänzerin.
- Robert Siodmak (1900–1973), deutscher Filmregisseur, Drehbuchautor, Filmproduzent.
- Charlotte Bara (1901–1986), Ausdruckstänzerin.
- Jo Mihaly (1902–1989), Tänzerin, Schauspielerin, Dichterin.
- Werner Finck (1902–1978), deutscher Kabarettist, Schauspieler und Schriftsteller.
- Sonja Bragowa (1903–1998), deutsche Tänzerin.
- Delly Flay-Waldvogel (1904–1970), Tanzpädagogin[147]
- Ursula von Wiese (1905–2002), Schweizer Schauspielerin, Übersetzerin, Schriftstellerin.
- Erika Mann (1905–1969), deutsche Schauspielerin, Kabarettistin, Schriftstellerin, Lektorin.
- Brigitte Helm (1908–1996), Schauspielerin.
- Max Haufler (1910–1965), Schweizer Schauspieler, Maler, Filmregisseur.
- Kurt Hoffmann (1910–2001), deutscher Filmregisseur, Produzent und Drehbuchautor.
- Licci Balla-Habe (* 1915 in Bratislava; † 1995 in Ascona), Sängerin und Tänzerin[148]
- Isa Hesse-Rabinovitch (1917–2003 in Küsnacht), Grafikerin, Fotografin und Filmemacherin.
- Ivan Desny (1922–2002), Schauspieler.
- Ghislaine Arsac (* 1930 in Paris; † 1991 in Ascona), Mannequin, Schauspielerin[149]
- Dimitri (1935–2016), Clown lebte in Verscio.

### Sportler
- Luigi Antognini (1886–1966), Ringkämpfer, Politiker, Tessiner Grossrat[150]
- Miranda Graf (* 1. Juni 1969), erste Einzelweltmeisterin im Minigolf (1991).